# Boomheiligdom

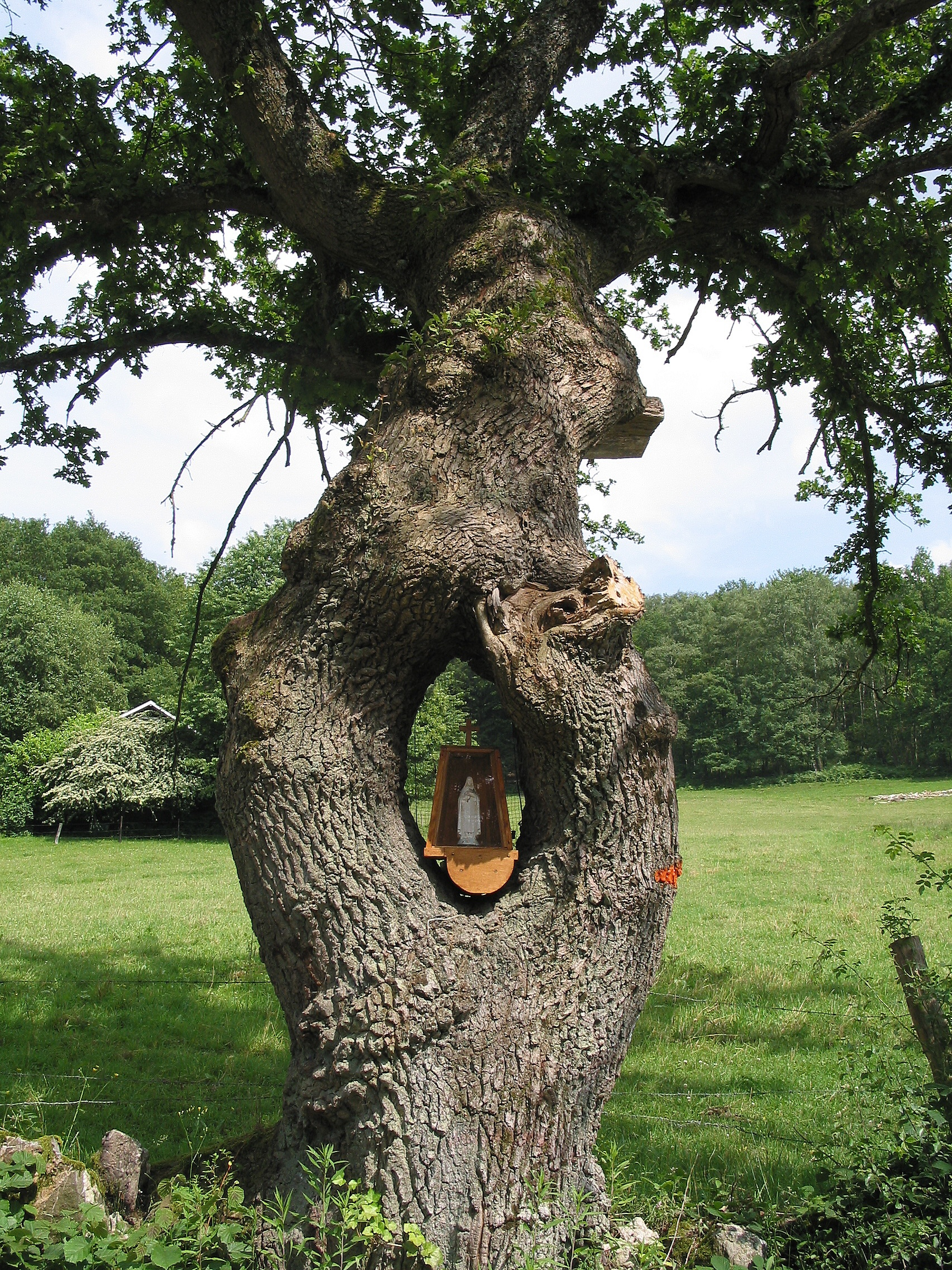
Zomereik en zijn kapel op de Les Brieux heuvel

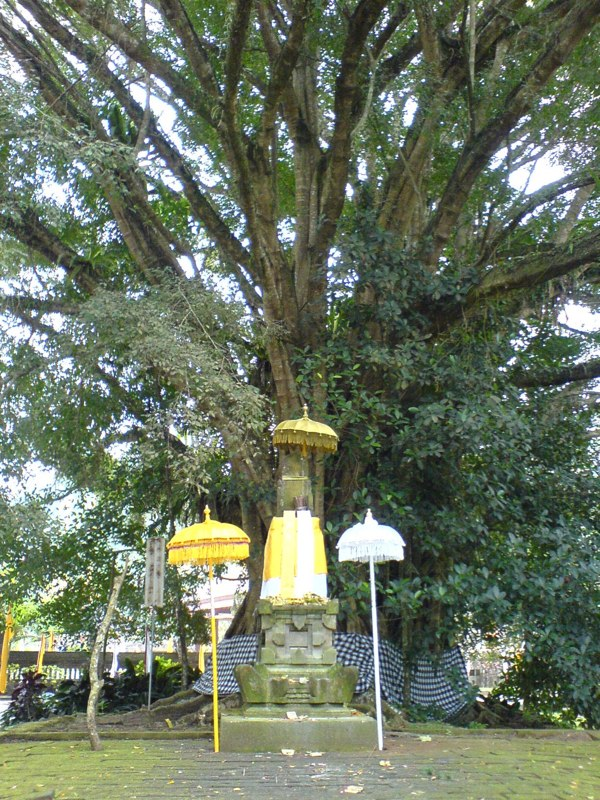
Heilige boom bij Pura Tirta Empul (Bali)

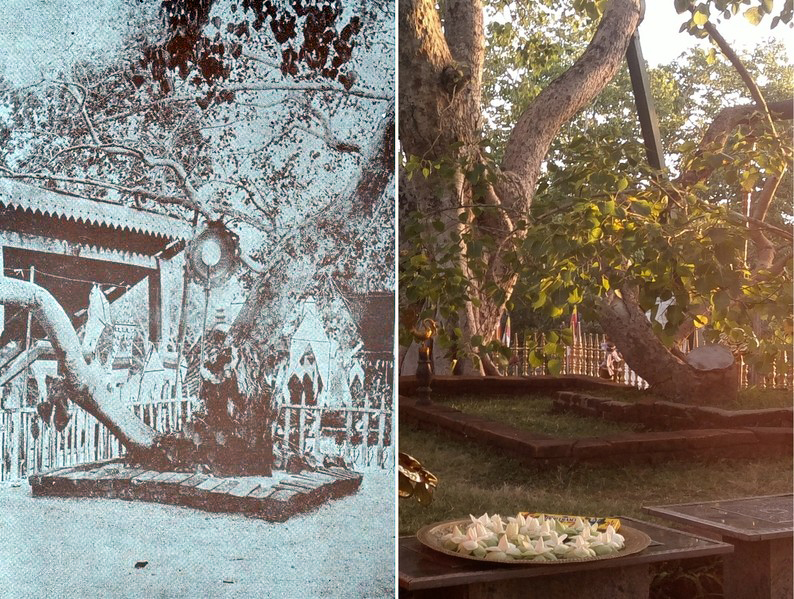
Jaya Sri Maha Bodhi (Sri Lanka), uit de derde eeuw voor christus

Boomheiligdommen zijn de heilige plaatsen, of cultusplaatsen, van verschillende bevolkingsgroepen verspreid over de hele wereld. Bij deze heilige bomen komt en kwam men om de goden te vereren, te bidden of te offeren. Deze plekken werden meestal bezocht als heiligdom, maar vaak ook vonden belangrijke bijeenkomsten (zoals rechtspraak) plaats bij het boomheiligdom.

## Voorbeelden
In het oude Elam bevonden veel heiligdommen zich in een husa, een heilige gaarde. Een stele van Šilḫak-Inšušinak vermeldt er negentien verspreid over het hele rijk. Deze heilige gaarden waren ook de plaats waar het offerfeest de šip gehouden werd. Assurbanipal, die de Elamitische hoofdstad Susa verwoestte, pocht dat hij de heilige gaarde rond de tempel, die voorheen door geen enkele vreemdeling betreden mocht worden, binnengedrongen was.
In Europa waren het de Kelten en Germanen, waaronder de Saksen, die heilige bomen hadden alwaar ze hun rituelen uitvoerden ten behoeve van hun religie. De Kelten gebruikten vooral de eik en de linde die ze als heilig zagen, Linde is nog altijd een veel voorkomende plaatsnaam. Onder zulke bomen werd vaak ook recht gesproken. Ook bij de Grieken en Romeinen kende men heilige bossen en bomen, zoals de Zeuseik van het Orakel van Dodona (gewijd aan Zeus Naios en de moedergodin) en de twee lotusbomen bij de tempel van Juno Lucina.
Nog altijd zijn de indrukwekkende bomen in het landschap te ontdekken, vaak staan ze op het hoogste punt in de omgeving. Er zijn vele vermeldingen over boomheiligdommen die door brand (blikseminslag) of een storm zijn geveld, vaak echter loopt de schijnbaar dode boom daarna toch weer uit.
In India zijn ook heilige bomen waar lappen stof en kledingstukken in worden gehangen, waarmee men genezing probeert te vragen. Ook op Bali zijn heilige bomen aanwezig, ook hier worden lappen stof rond (en in) de boom gehangen en er worden dagelijks offers achtergelaten. Osun-Osogbo is het laatst overgebleven heilige bos van het Yoruba-volk in Nigeria en is opgenomen op de Werelderfgoedlijst van UNESCO.
In Sulawesi staan snelgroeiende bomen waarin gaten worden gekapt en dode baby's worden begraven, afgeschermd met een vlechtmatje.
Wichelroedelopers zijn bij heilige bomen vaak op zoek naar leylijnen, omdat die daar zouden kruisen.
Een boomheiligdom heeft veel overeenkomsten met een totempaal.

## Soort boomheiligdom
Er zijn specifieke benamingen van boomheiligdommen, waaronder:
- Koortsboom of lapjesboom (boom voor genezing van een ziekte)
- Breukenboom of spijkerboom (boom voor genezing van een breuk)
- Heilige Eik, deze benaming komt / kwam op vele plaatsen voor
- Kroezeboom, deze grensboom werd ook als heiligdom beschouwd
- Kinderboom, geeft pasgeboren kinderen hun ziel
- Donareik, deze benaming kwam op vele plaatsen voor (zoals de beroemde Donareik) en verwijst naar Donar, de West-Germaanse benaming van dondergod Thor
- Wensbomen, zoals de Lam Tsuenwensbomen

## Kerstening

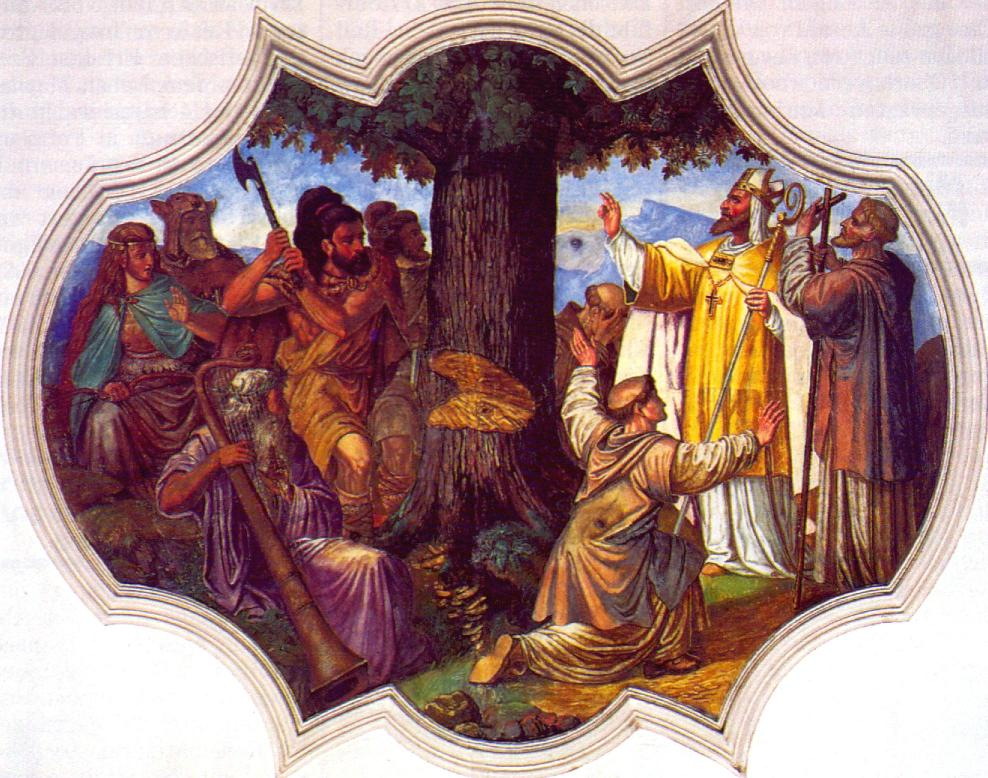
Een schilderij uit 1737; Bonifatius houdt toezicht terwijl de al gekerstende franken de Donareik bij Fritzlar vernietigen, om zo de germaanse bevolking (de Chatten) te bekeren tot het christendom

In de Indiculus superstitionum et paganiarum uit de achtste eeuw werd de natuurverering bij heilige plaatsen (zoals bij bomen en in bossen), net als andere heidense gebruiken, verboden. Toen de christelijke kerk in de vroege middeleeuwen begon met de kerstening van Nederland en België werden vele heilige bomen omgehakt. Het hout werd vaak gebruikt voor de bouw van de kerk of kapel, ook werden er beelden van gemaakt (vaak Mariabeelden of kruisen). Dat is bijvoorbeeld het geval met het hout van de heilige boom van Scherpenheuvel. Daar werden beeldjes van gemaakt voor verschillende kerken. En een stukje van dat sacrale hout werd ook teruggevonden als relikwie in de basiliek. Een van de bekendste boomheiligdommen is de Donareik, deze werd gerooid in opdracht van Bonifatius.
Soms bleef de boom zelf behouden, dan plaatste men vaak een kruis, beeld of kapelletje bij (of in) de boom om op die manier de bevolking te kerstenen. Later werden opnieuw pogingen gedaan de verering bij het boomheiligdom tegen te gaan, door het beeldje te verplaatsen naar een kerk in de omgeving. Dit had meestal niet het gewenste effect.
Er zijn vele volksverhalen over de wonderbaarlijke verschijning van Mariabeelden, die in de boom werden geplaatst. Wanneer de beelden verplaatst werden, kwamen ze op mysterieuze wijze weer naar de oorspronkelijke plek terug. De plaatsen werden vaak een bedevaartplaats, nog altijd trekken de boomheiligdommen vele belangstellenden.

## Bekende bomen

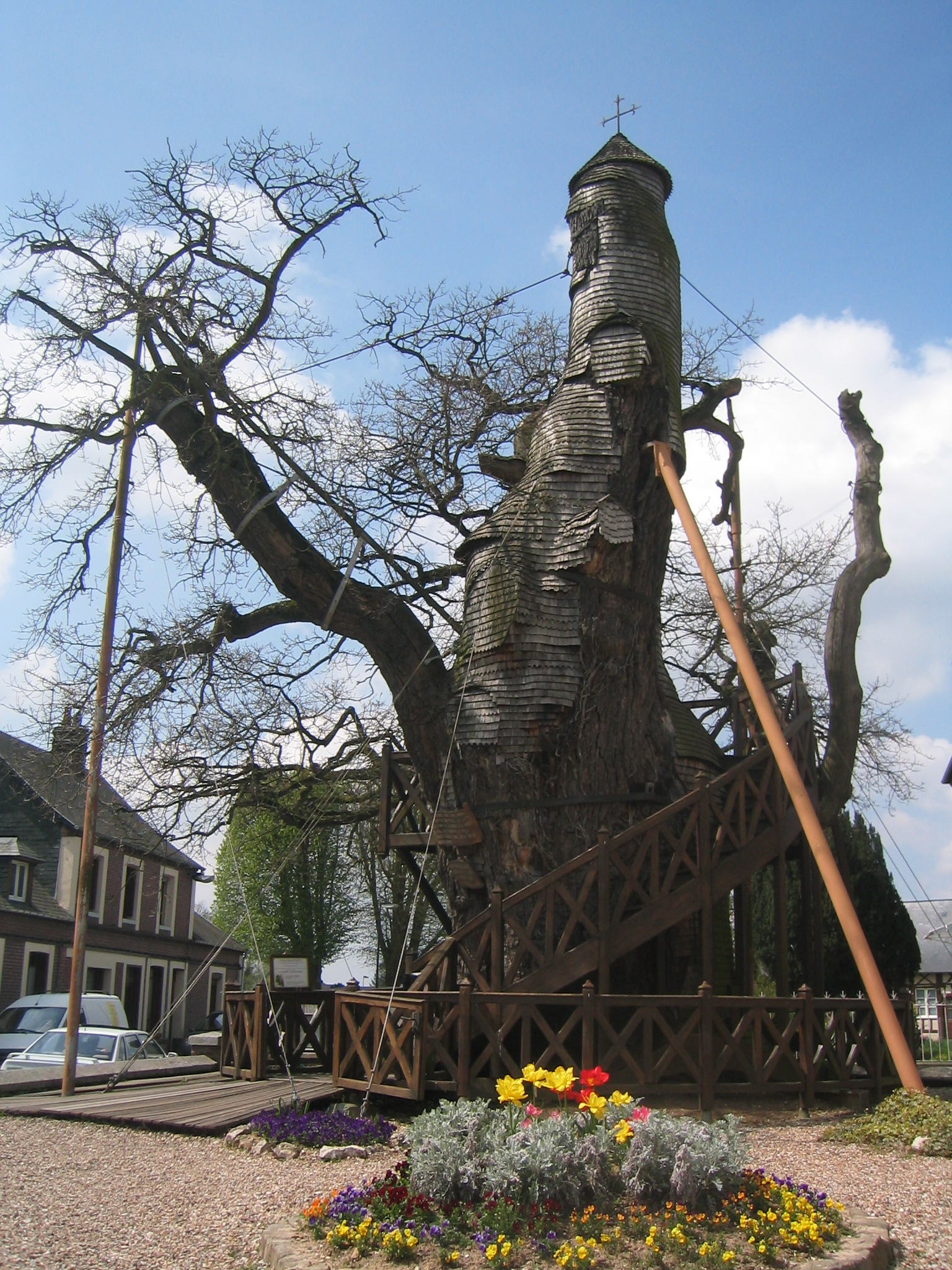
De beroemdste boom van Frankrijk bij Allouville-Bellefosse, in de boom zijn twee kapellen waarvan de bovenste met een wenteltrap te bereiken is

Er zijn nog enkele tientallen heilige bomen overgebleven vooral in de zuidelijke delen van Nederland en België, enkele opvallende exemplaren zijn:
- Heilige eik van Den Hout, bij Oosterhout
- Lapjesboom te Overasselt (koortsboom)
- Spijkerbomen van Yde (breukenbomen)
- Koortsboom te Breda, in het Liesbos
- Heilige Eik van Heusden in België
- Lieve Heerboom op de grens van Kortessem en Wellen, een zomereik uit 1200 met ooit stamomtrek van 9,58 m tot hij in een storm werd geveld en er enkel een linker scheut van overbleef. Deze is op haar beurt in 2009 geveld door een storm.
- Achtzalighedenboom bij Lille, deze grove den had oorspronkelijk 8 stammen en wordt de opmerkelijkste boom van België genoemd.
- Duizendjarige Eik in de omgeving van Lummen (zie afbeelding boom en wapen).
- Onze-Lieve-Vrouwe ter Eik, Meerveldhoven, hier is de kapel over de boom (met Mariabeeld) heen gebouwd (zie afbeelding).
- Heksenboom, Sint Anthonis

### Frankrijk
- Zomereik uit de 9e eeuw, Allouville-Bellefosse, dit is de beroemdste boom van Frankrijk, er zijn twee kapellen gemaakt - de bovenste is bereikbaar via een wenteltrap rond de boom (zie afbeelding).

## Overblijfselen

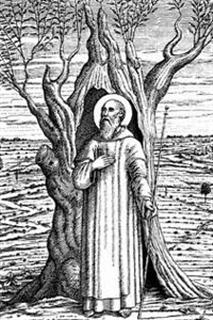
Gerlachus van Houthem voor zijn holle boom

Ook als het boomheiligdom inmiddels verdwenen is, kun je vaak aan namen herleiden dat er ooit sprake was van een heilige boom.
- Kapel van de Beukenboom (zie afbeelding), Lummen (zie afbeelding wapen), eerder was er een Mariabeeld in de holte van een beuk aanwezig, nu is er alleen nog een (bewoonde) kluis en kapel op deze plek te vinden (het hoogste punt in de gemeente). De Duizendjarige eik staat hier niet ver vandaan.
- Kapel van de Heilige Eik (zie afbeelding), landgoed Baest vlak bij Oirschot, eerder was er een Maria-beeld in de eik geplaatst, het was volgens de verhalen een koortsboom. In de huidige kapel staat een kopie van dit beeld. Het originele beeld staat in 's-Hertogenbosch. De eik staat op de vlag en het wapen van de gemeente Oirschot.
- Bergeijk (zie afbeelding wapen), Echa (1137), Eik of Eikelberge.
- Jezus-Eik in Overijse
- De straat Heiligboom in Moergestel
- Esdonk met de Spijkerkapel
- Mariabeeld Onze Lieve Vrouw van Eiteren (zie afbeelding), Eiteren, een kopie van Onze Lieve Vrouw van Eiteren is bij de reconstructie van de fundering van de kapel geplaatst (zie afbeelding)
- Mariakapel op de Speelberg in Linden (zie afbeelding), hier hing eerder een Mariabeeld aan een boom.
- Aanvankelijk werden in Hakendover bij Tienen de spikdoorn (meidoorn) en de Salvatorbron vereerd.
- Kapel Onze Lieve Vrouw ter Eecken bij Hulst
- Scherpenheuvel, tegenwoordig staat er een basiliek op de plek van de eik die er aanvankelijk vereerd werd
- Onze Lieve Vrouwe van Schilbergkapel, Schilberg
- Onze Lieve Vrouw van Handel, Handel, dit beeld werd gevonden aan een doornstok
- Gerlachus van Houthem, leefde als kluizenaar in een holle boom in Houthem. Tegenwoordig is er een kerk op deze plek, het gebeente van de kluizenaar is in de reliekschrijn opgeborgen.
- De bedevaartsplek Heiloo (Heilig bos) met Onze Lieve Vrouw ter Nood
- Holywood (Heilig bos) in Noord-Ierland

## Afbeeldingen
Wereldwijd zijn vele boomheiligdommen te vinden, hieronder volgen enkele afbeeldingen:

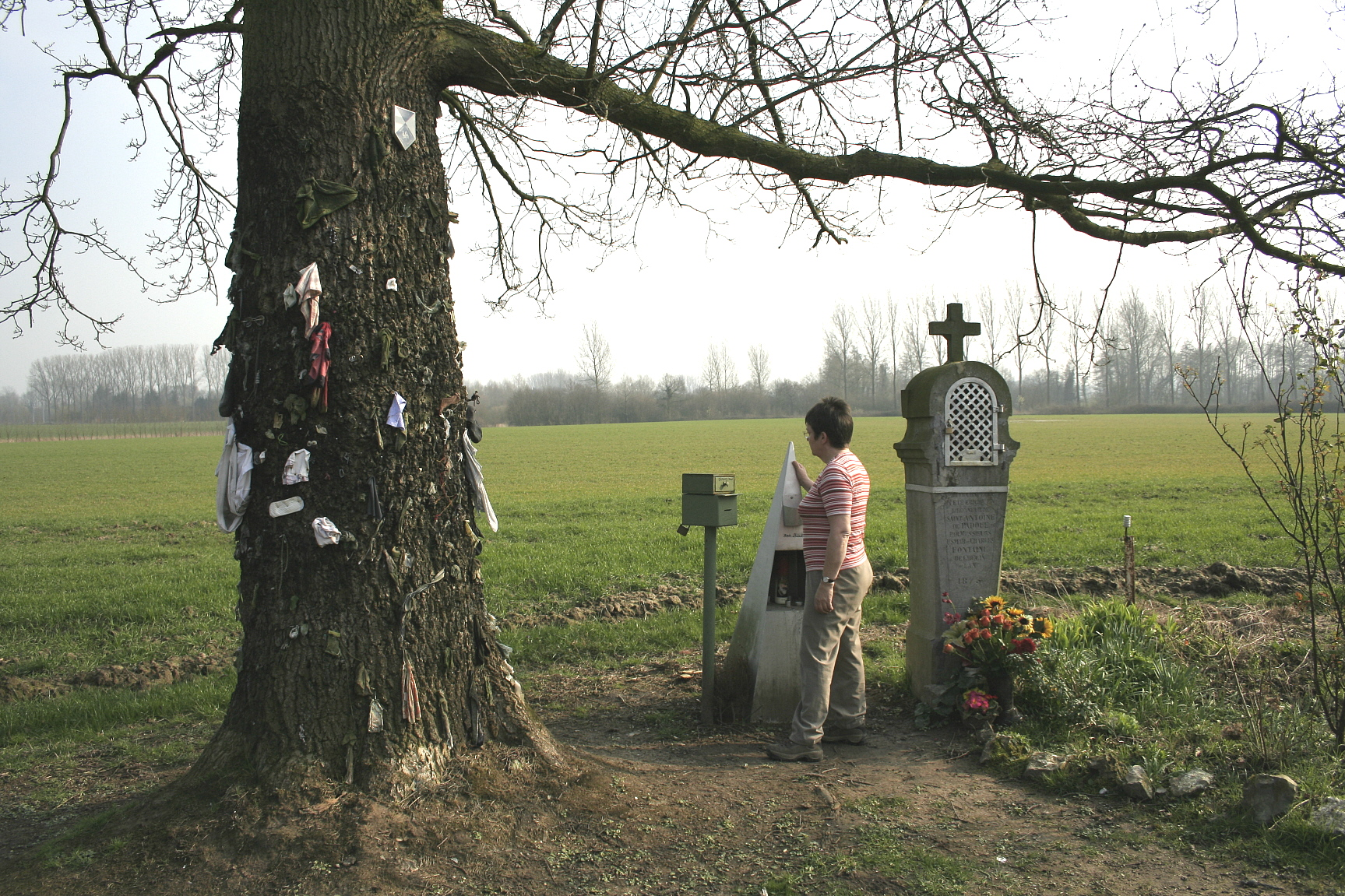
Koortsboom in België
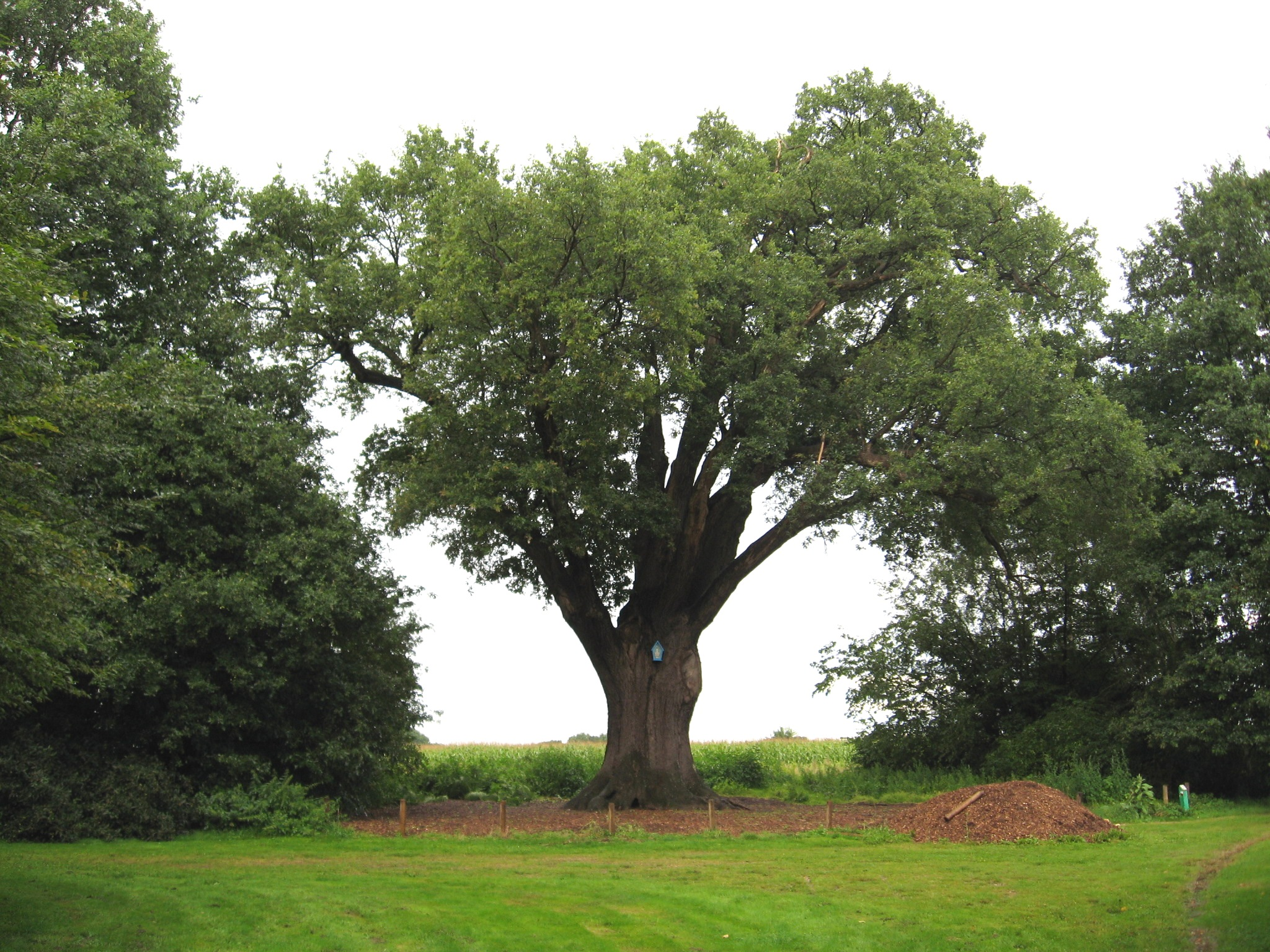
De Duizendjarige Eik vlak bij Lummen, hier is een beeld in de stam geplaatst
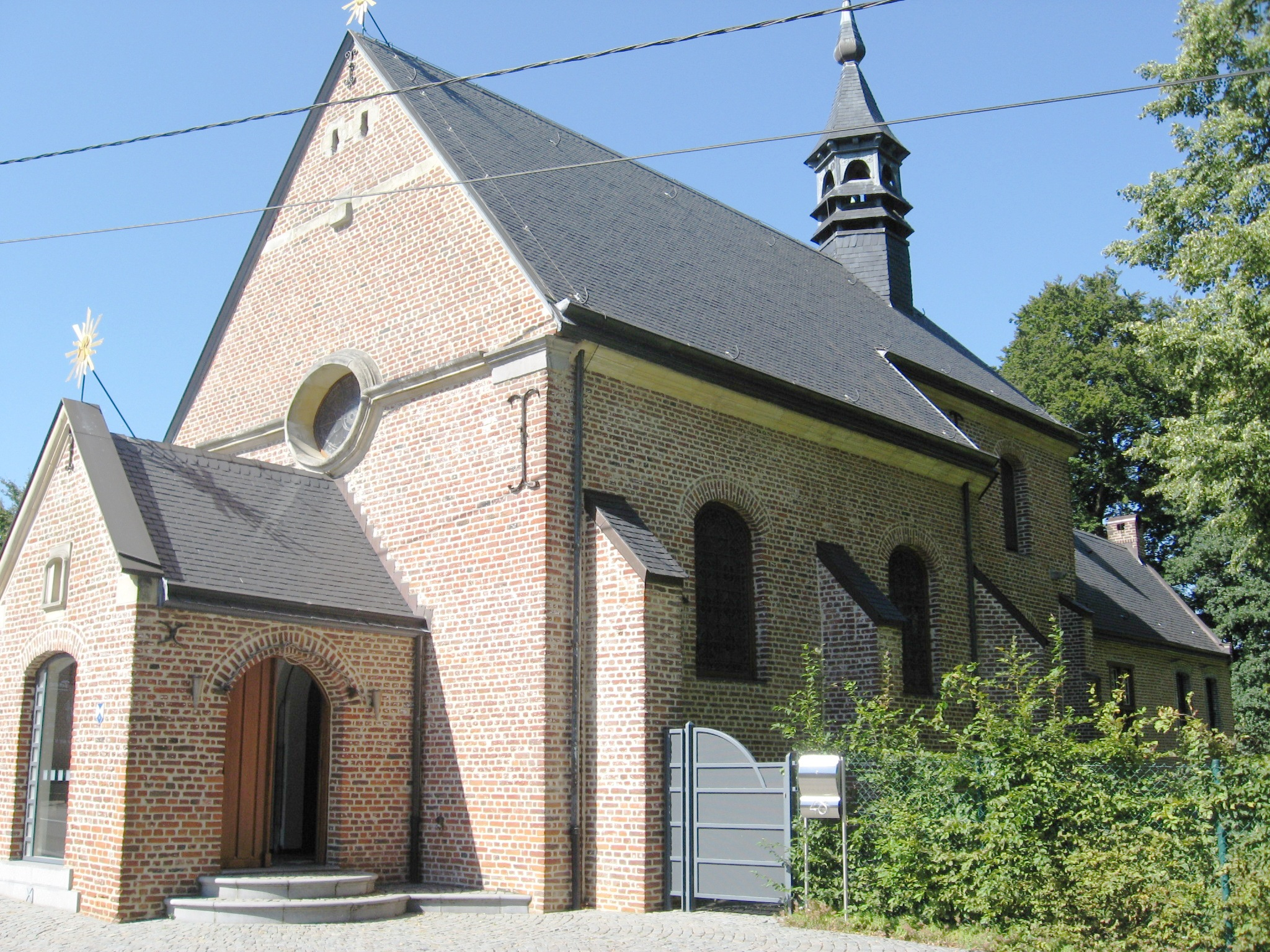
Onze Lieve Vrouw van de Beukeboomkapel in Lummen
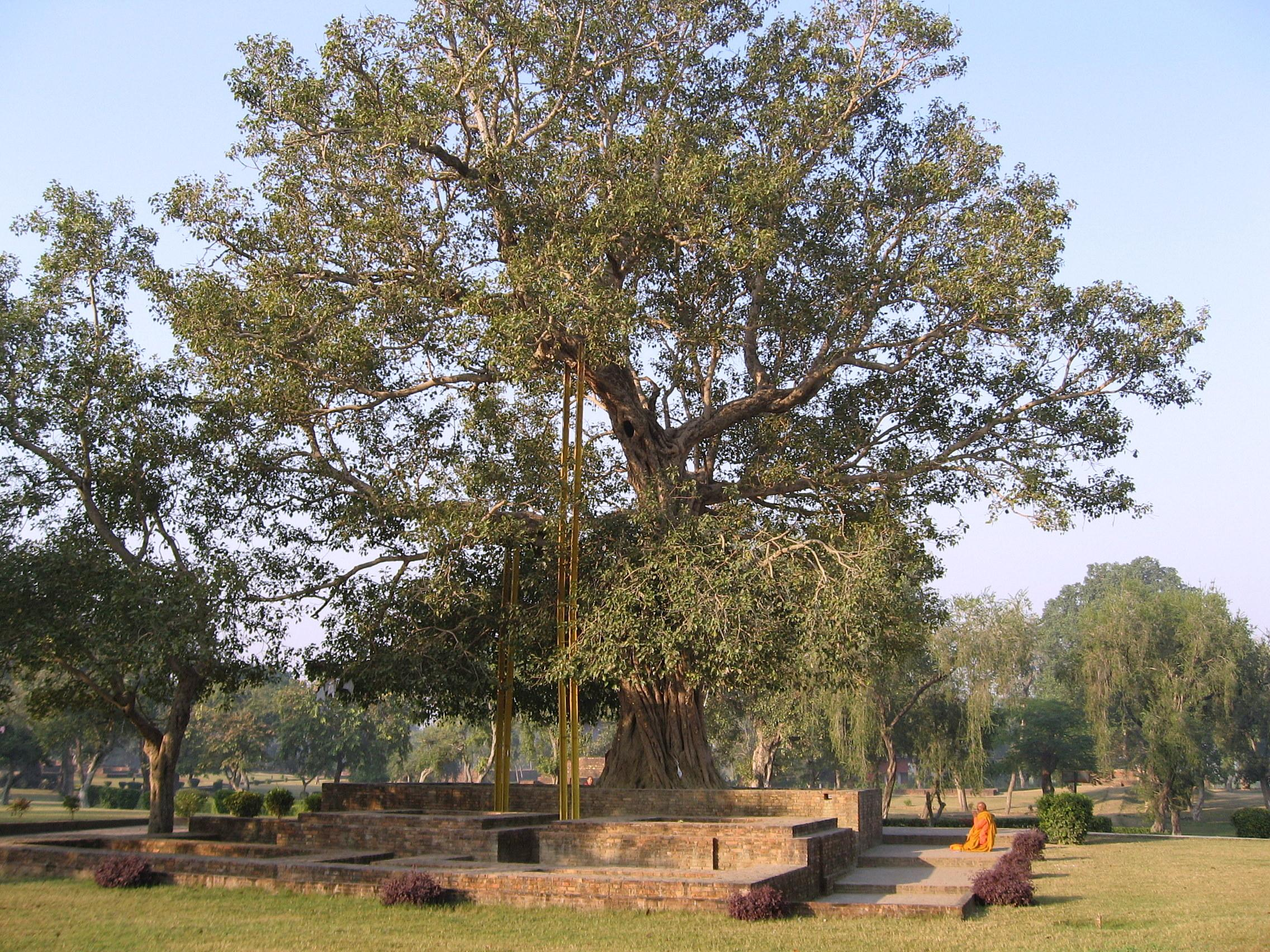
Monniken bidden bij de Anandabodhiboom (India)
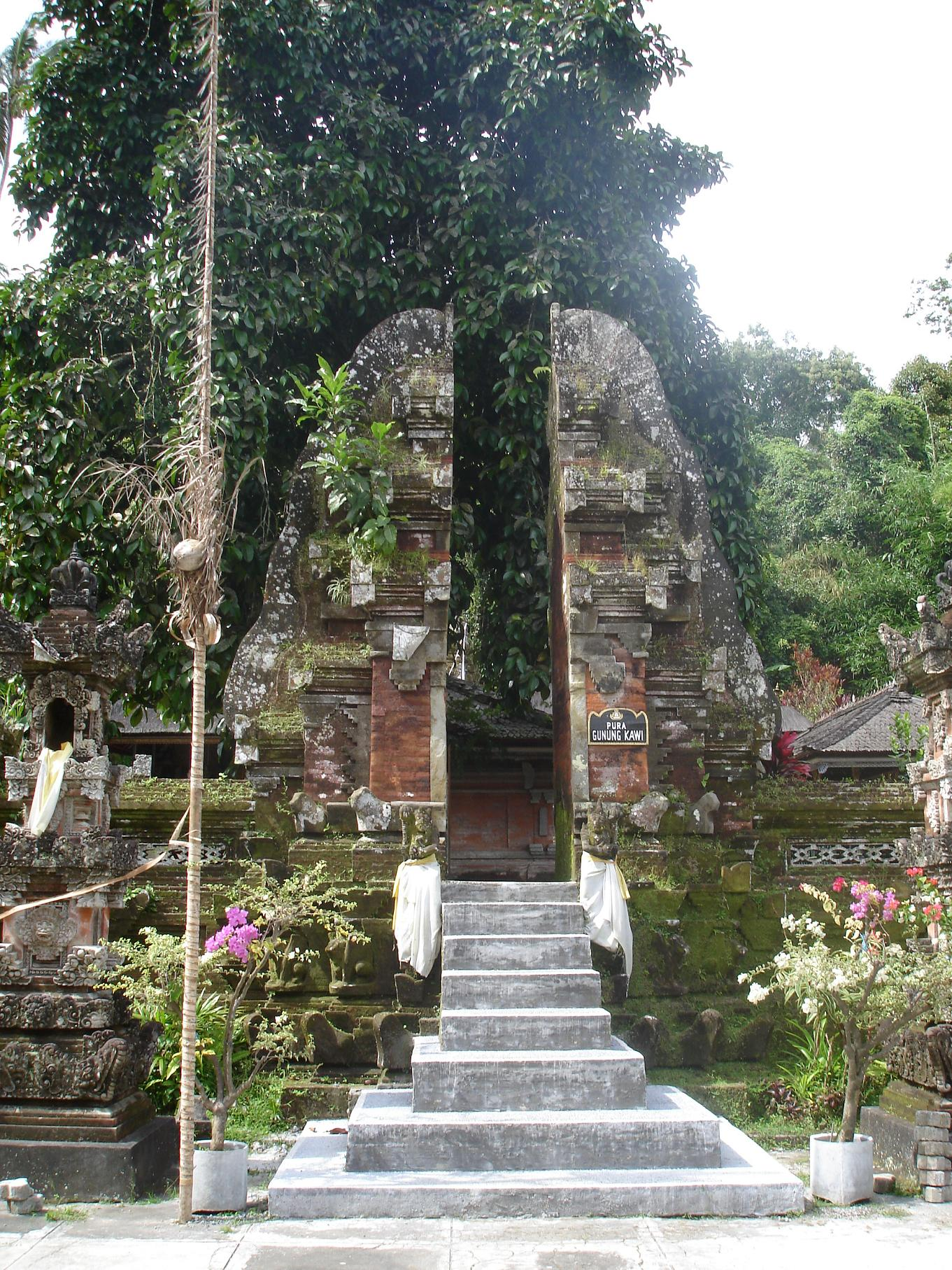
Gunung Kawi (Bali)
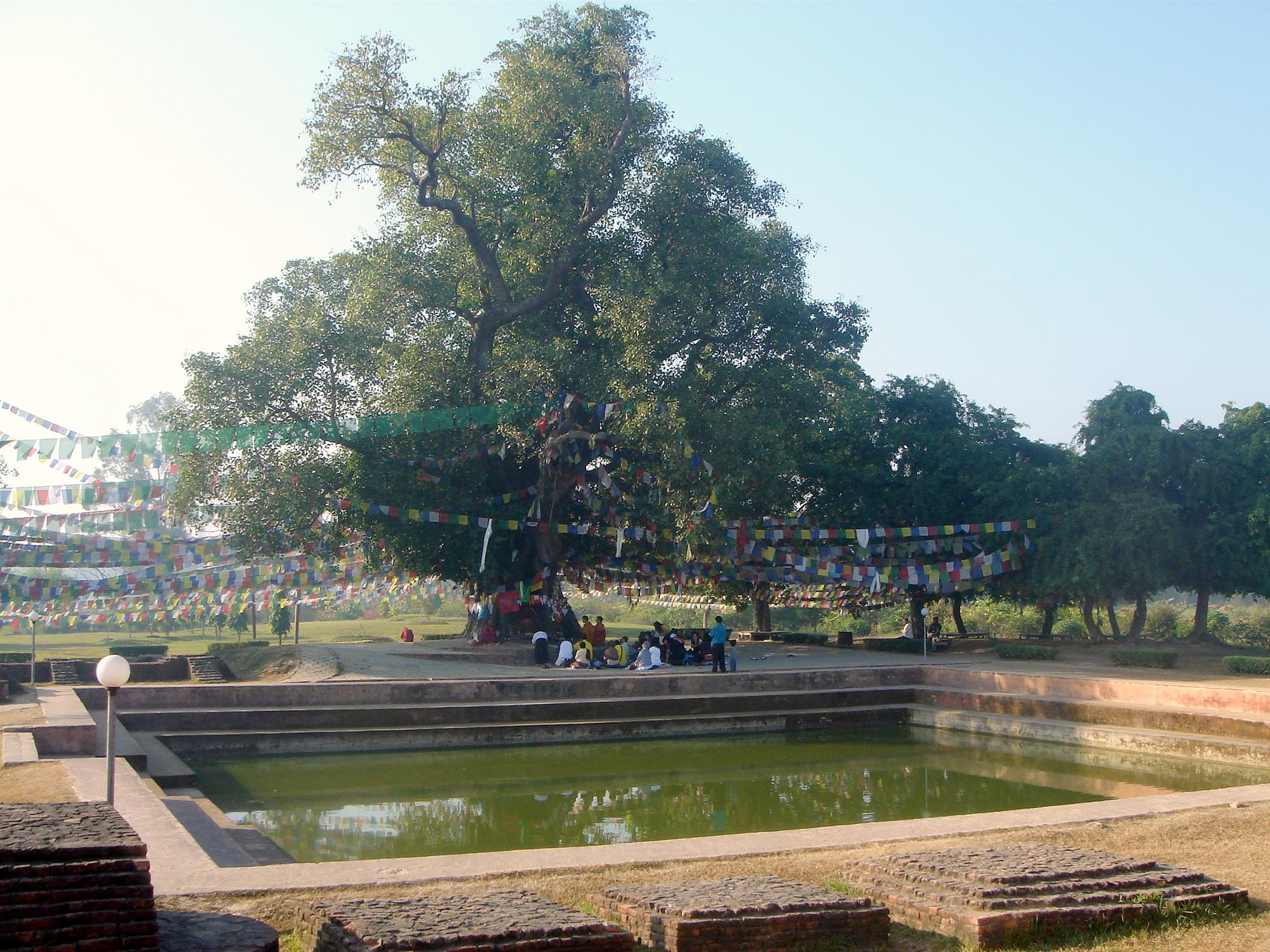
Lumbinibodhi (Nepal)
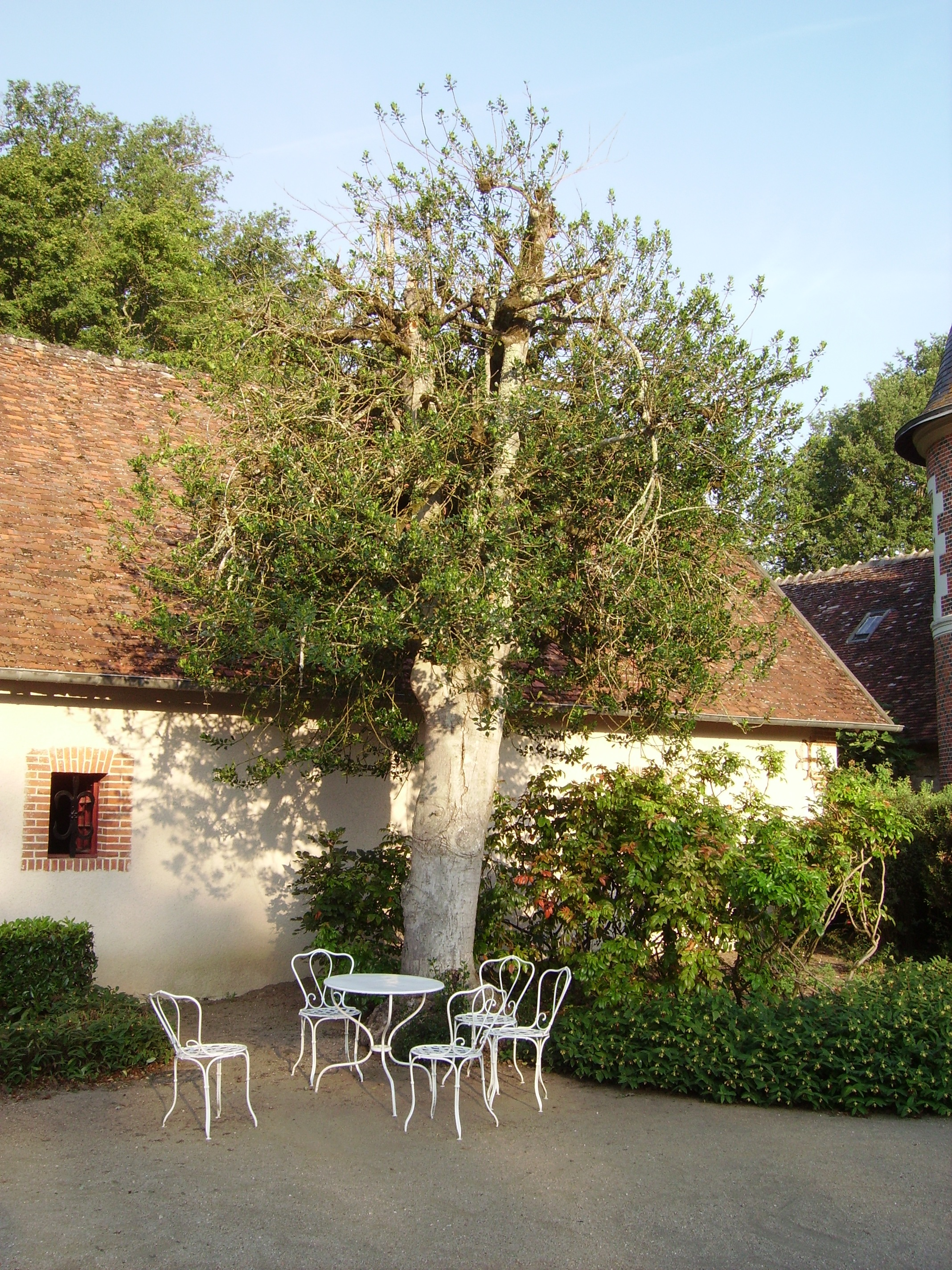
Heilige Boom bij Château de Troussay (Frankrijk)
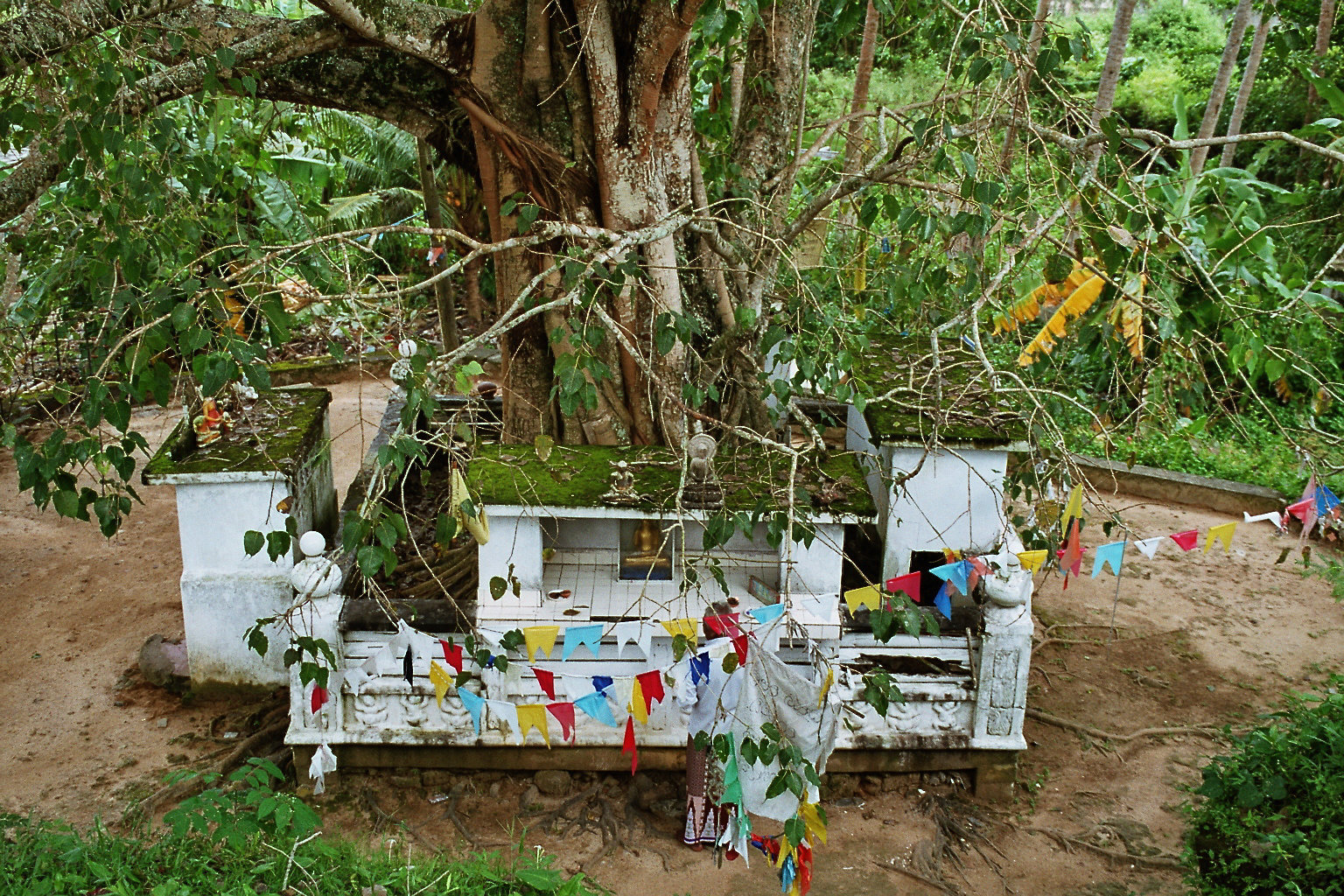
Boomheiligdom (Sri Lanka)
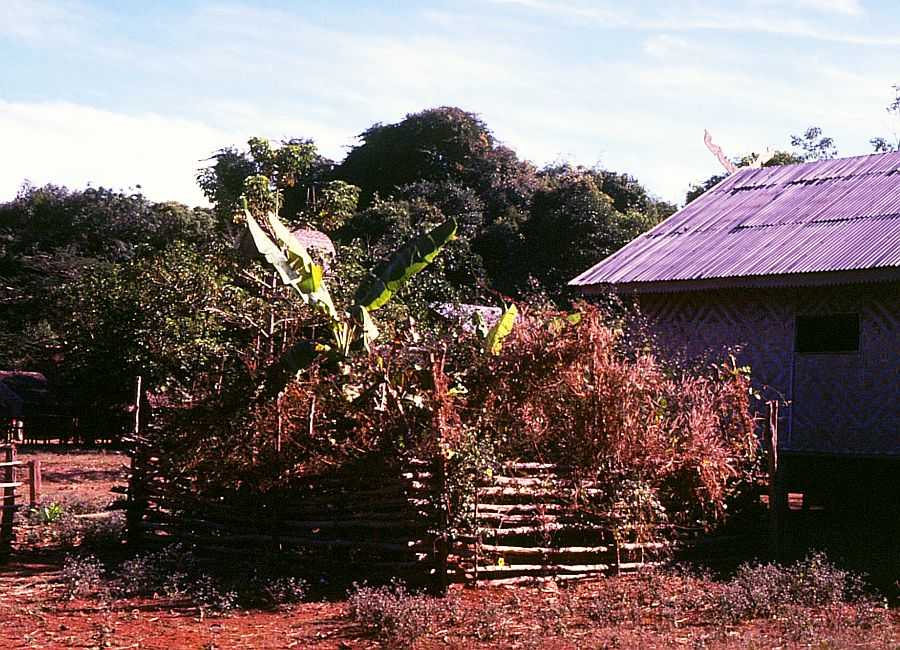
Heiligdom van de bananengeest (Cambodja)
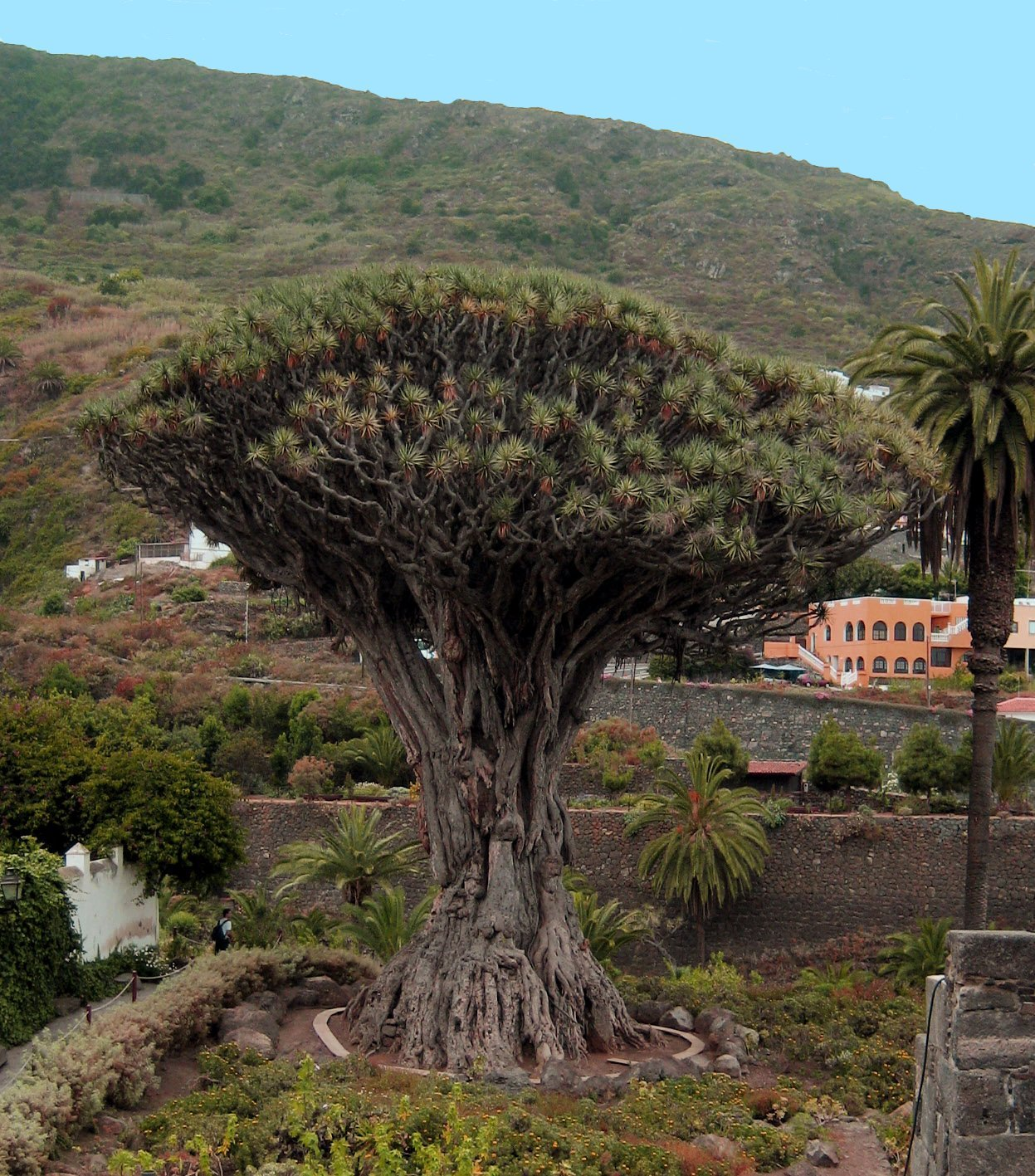
De 1000-jarige Drakenbloedboom op de Canarische Eilanden
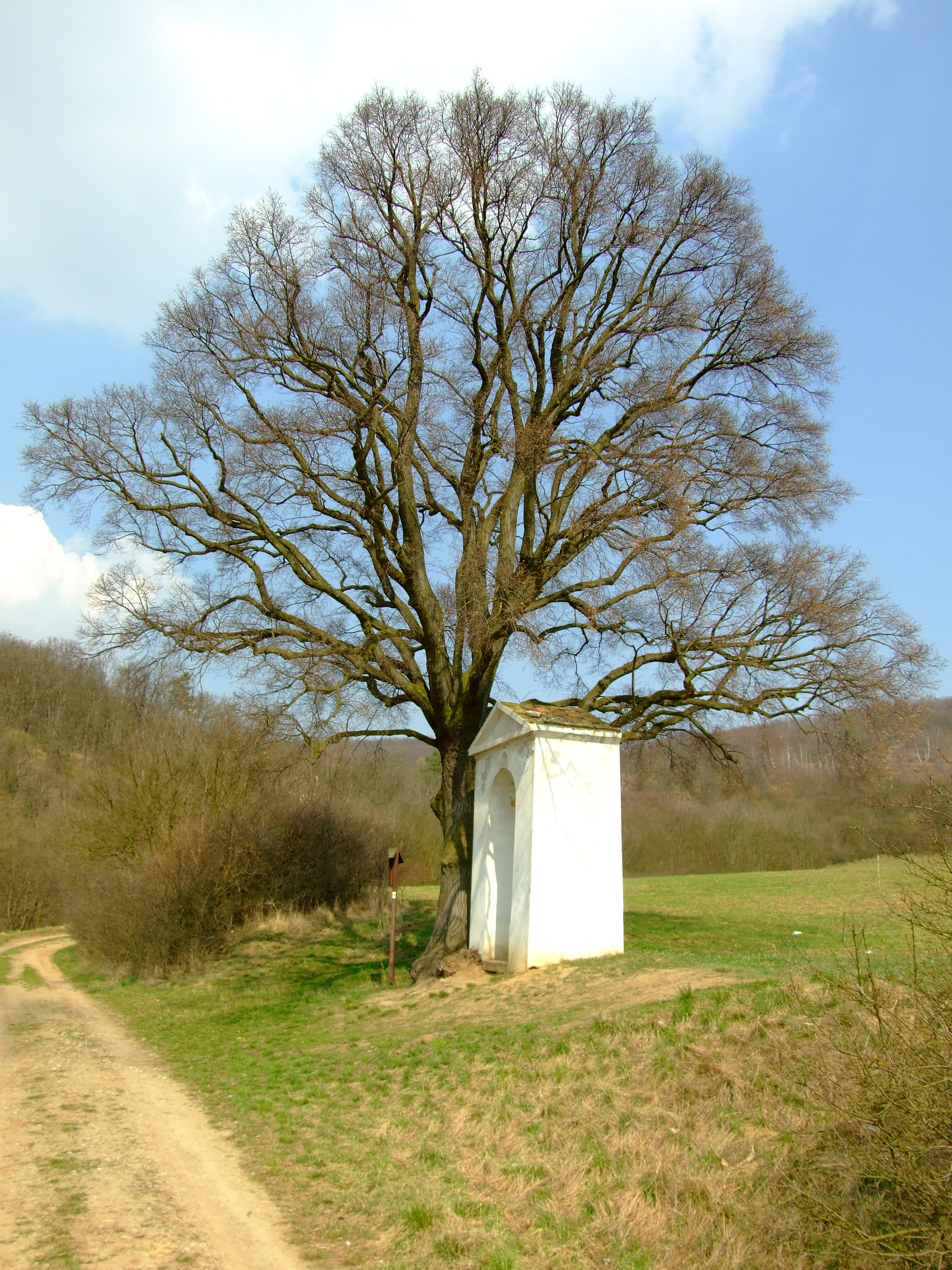
Boomheiligdom Tsjechië
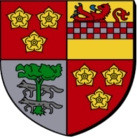
Wapen van Lummen
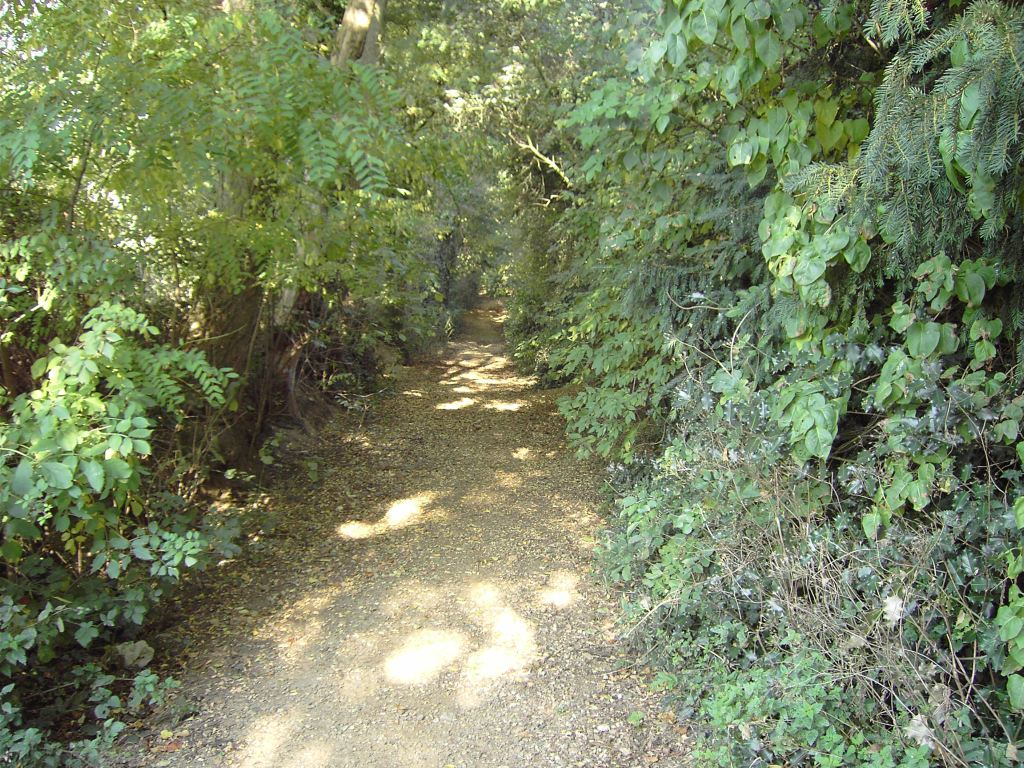
Speelbergveldweg, Linden
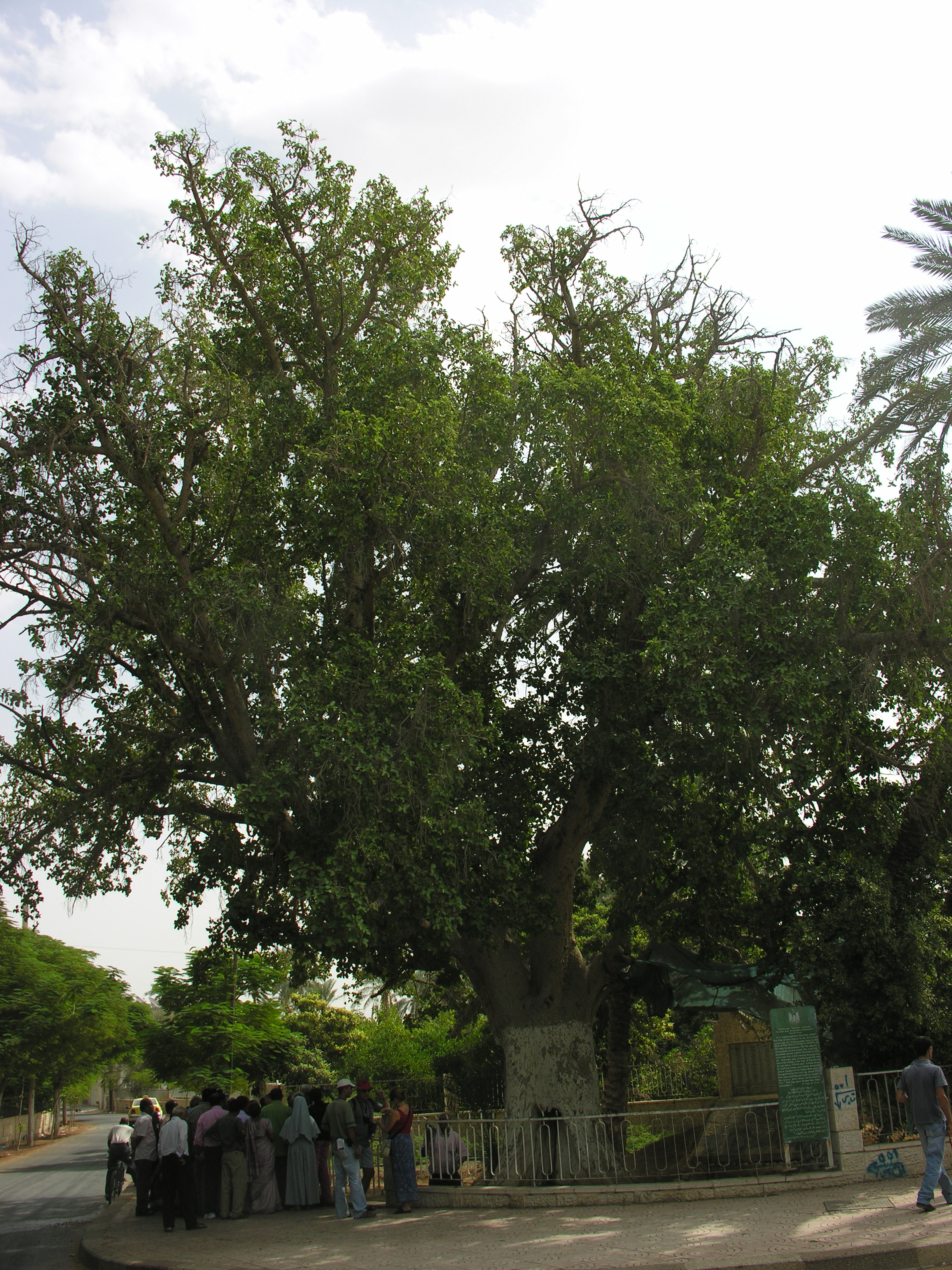
Boom in Jericho
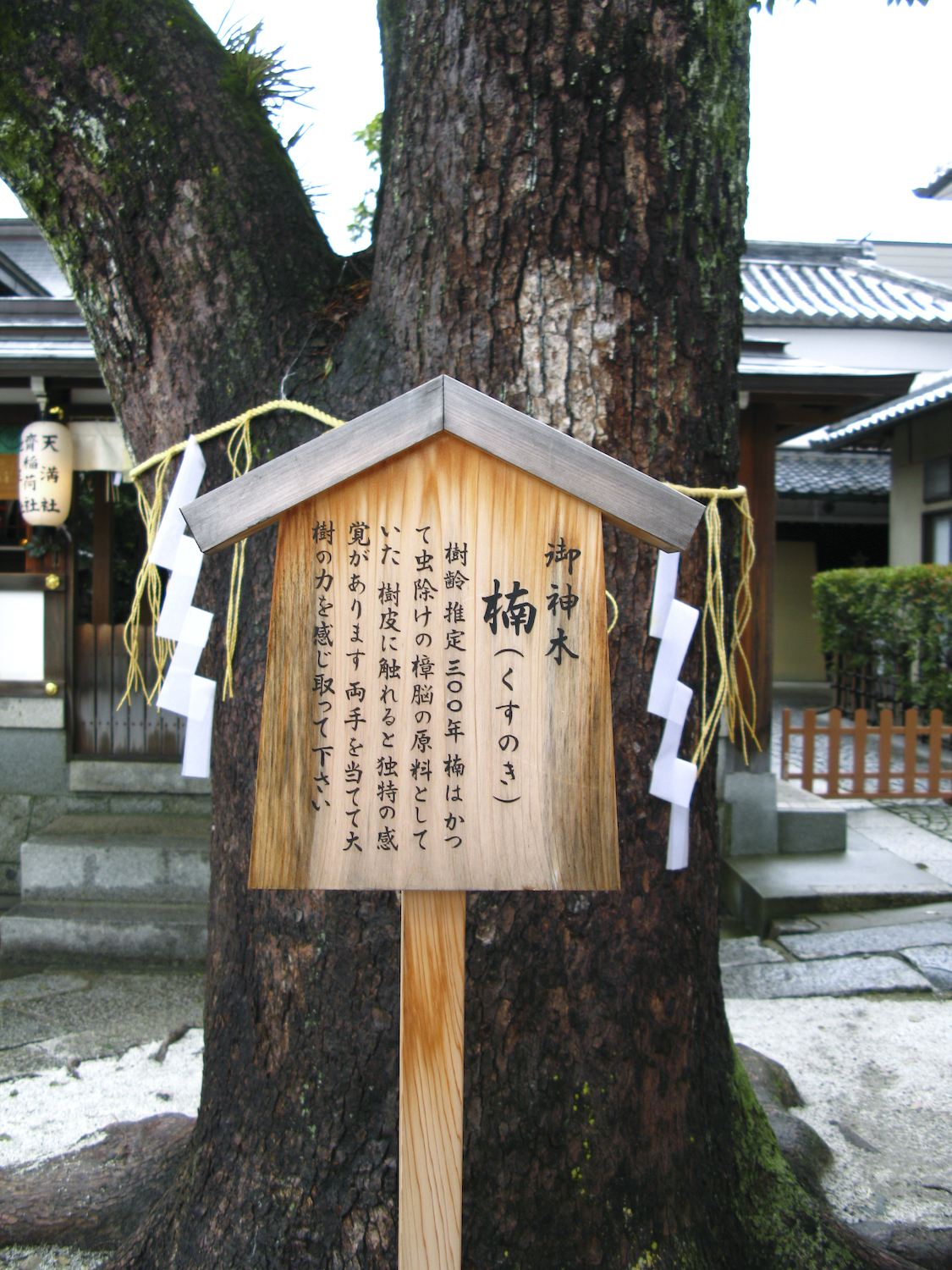
Heilige boom in Japan
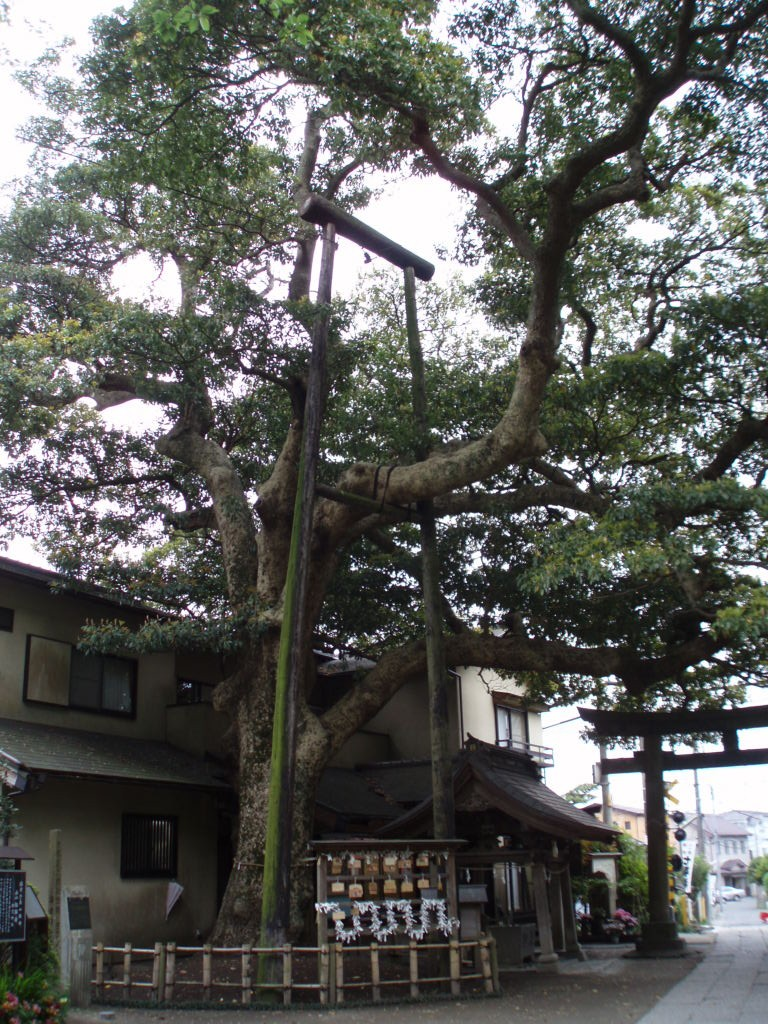
Heilige boom in Kamakura
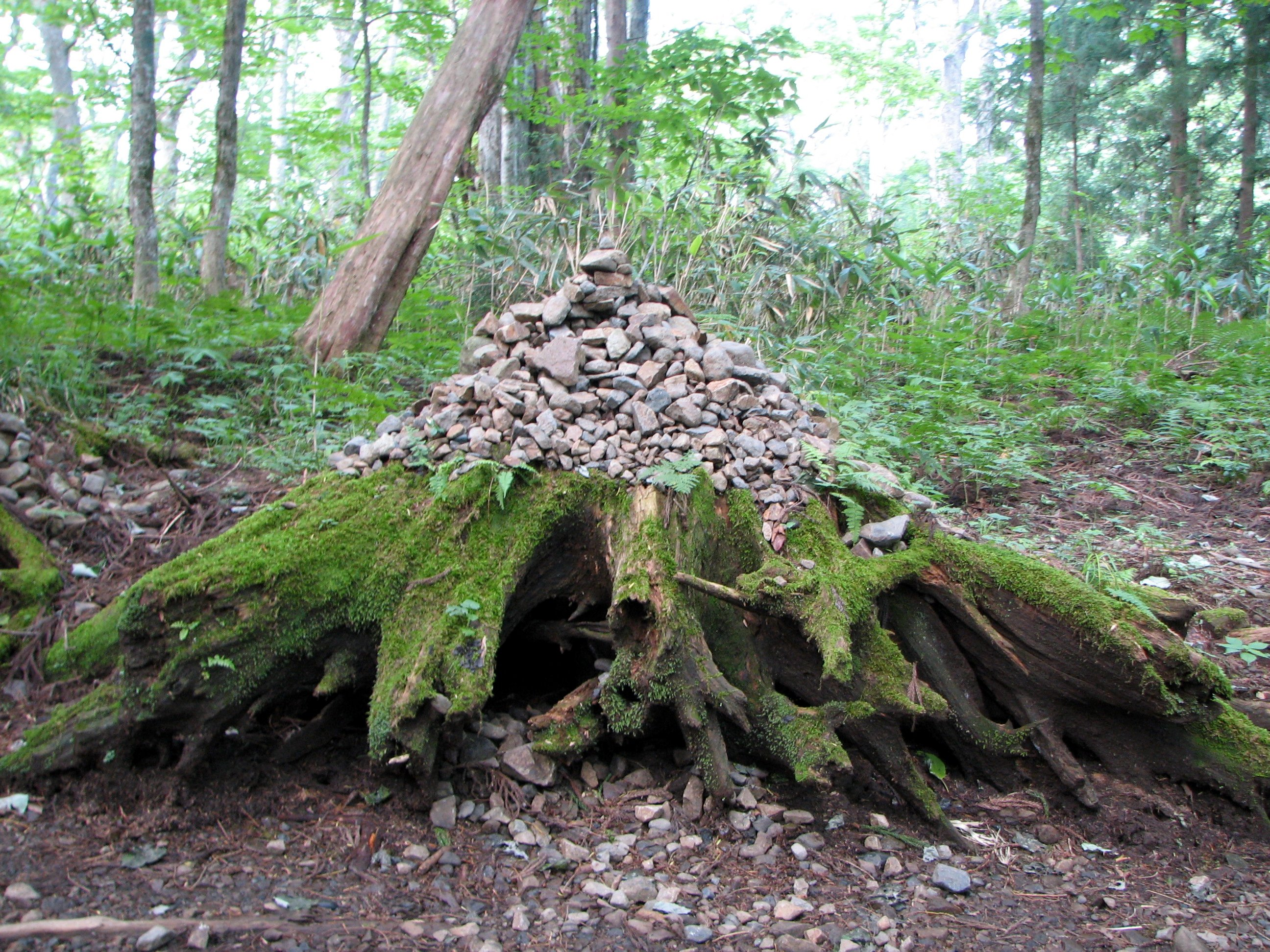
Stenen op een boomstronk in Japan
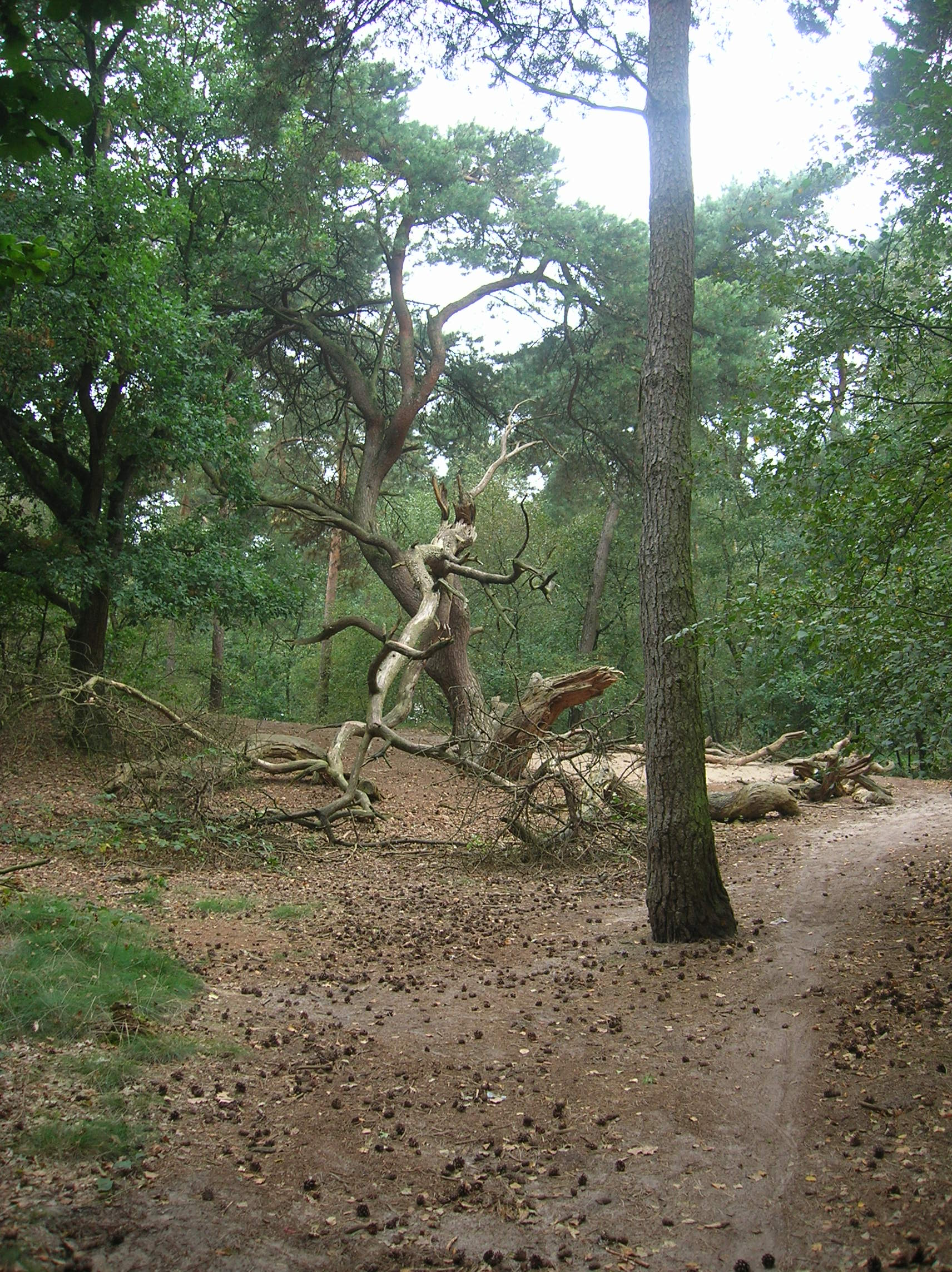
De Heksenboom bij Sint Anthonis
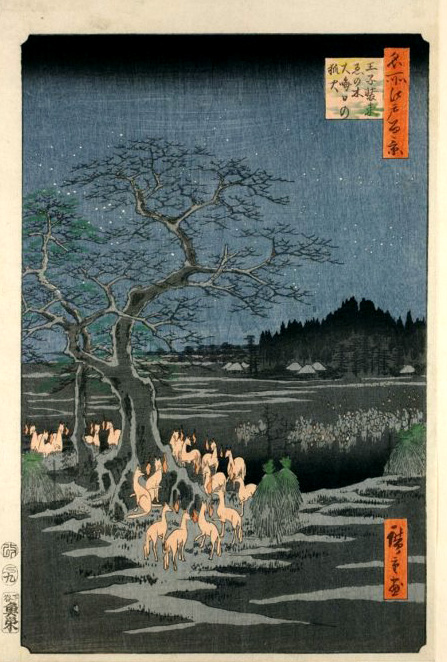
Fox Fires on New Year's Eve at the Garment Nettle Tree at Oji (1857)
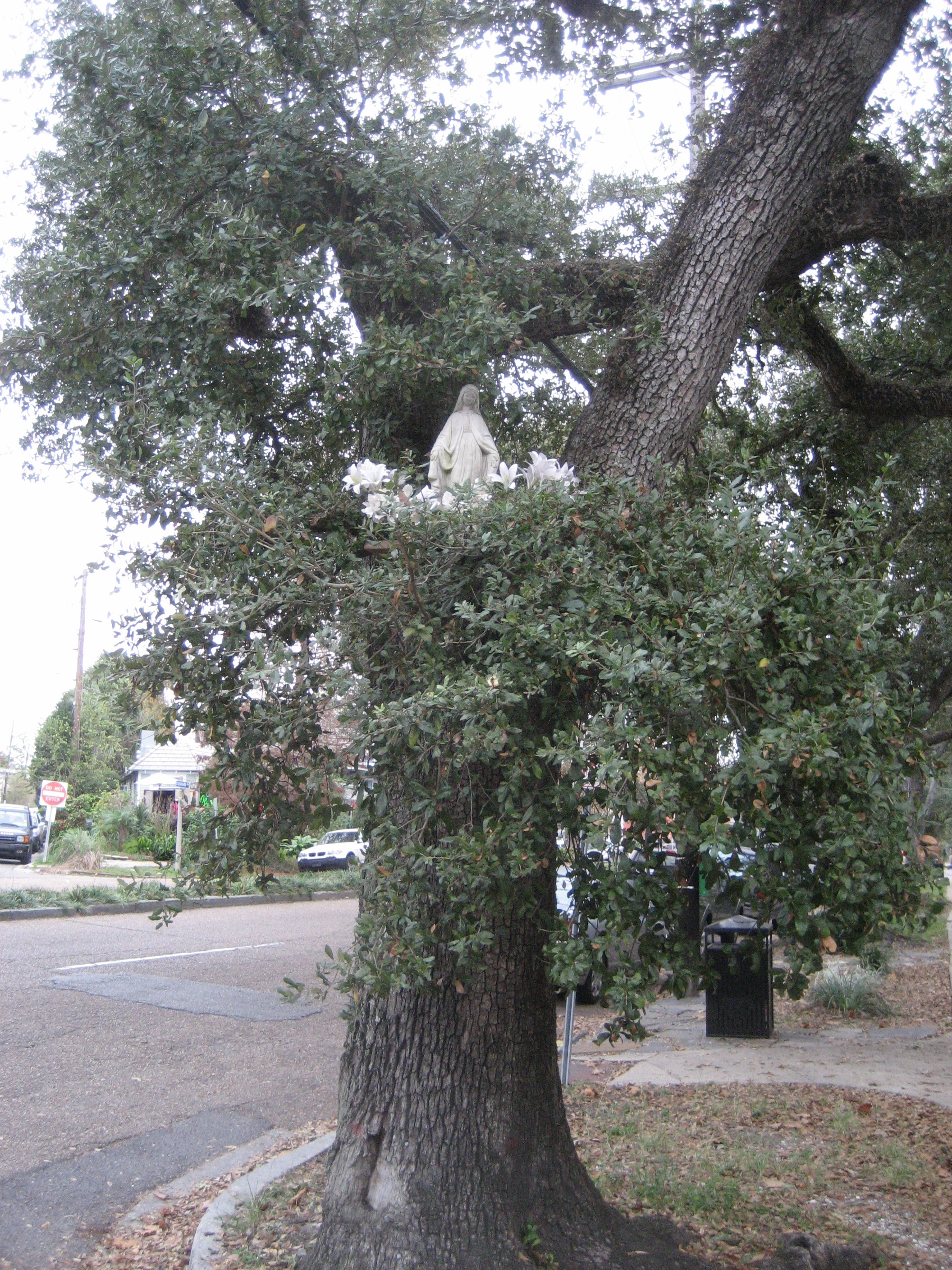
Boomheiligdom in New Orleans
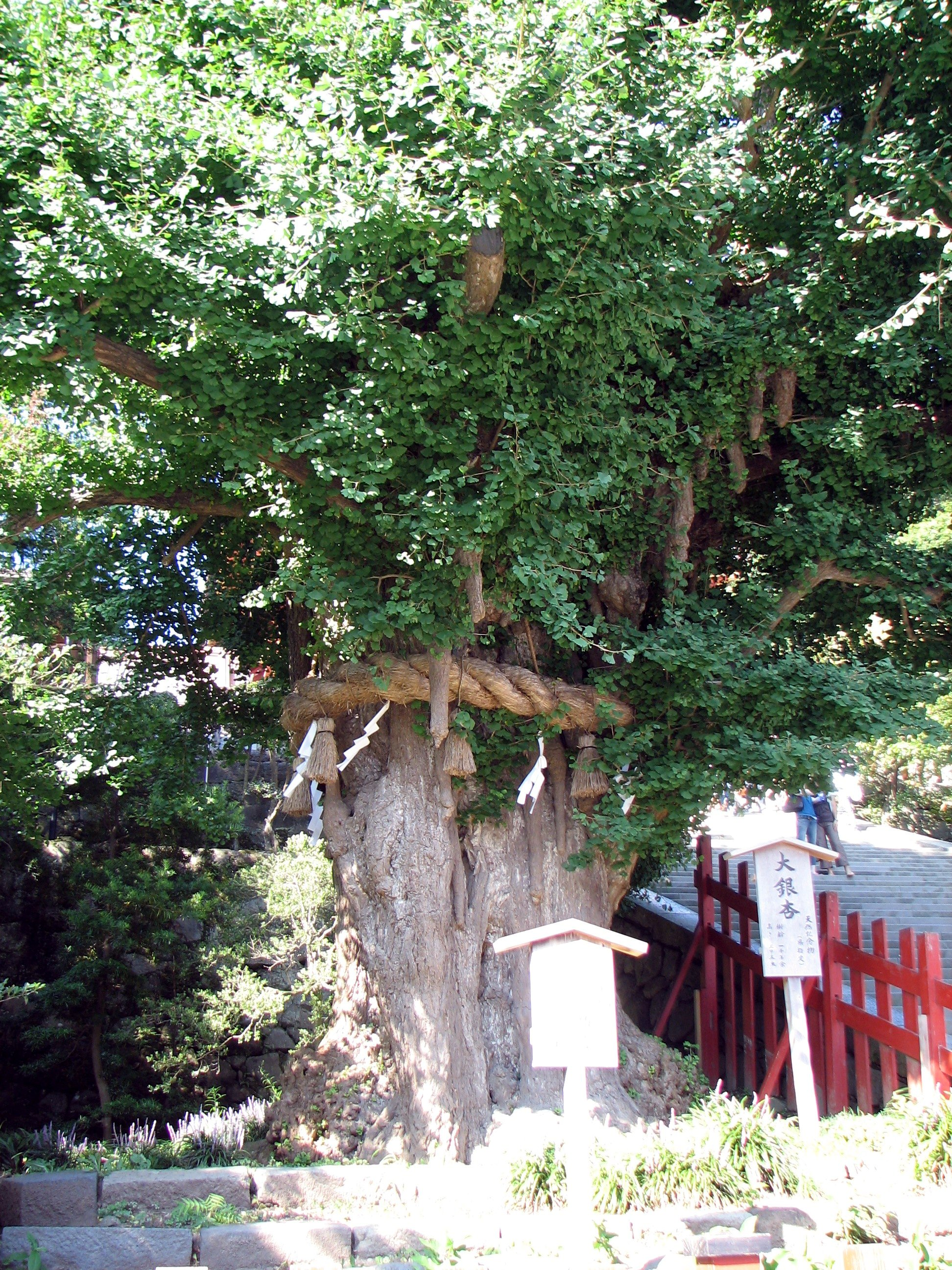
Boomheiligdom in Japan
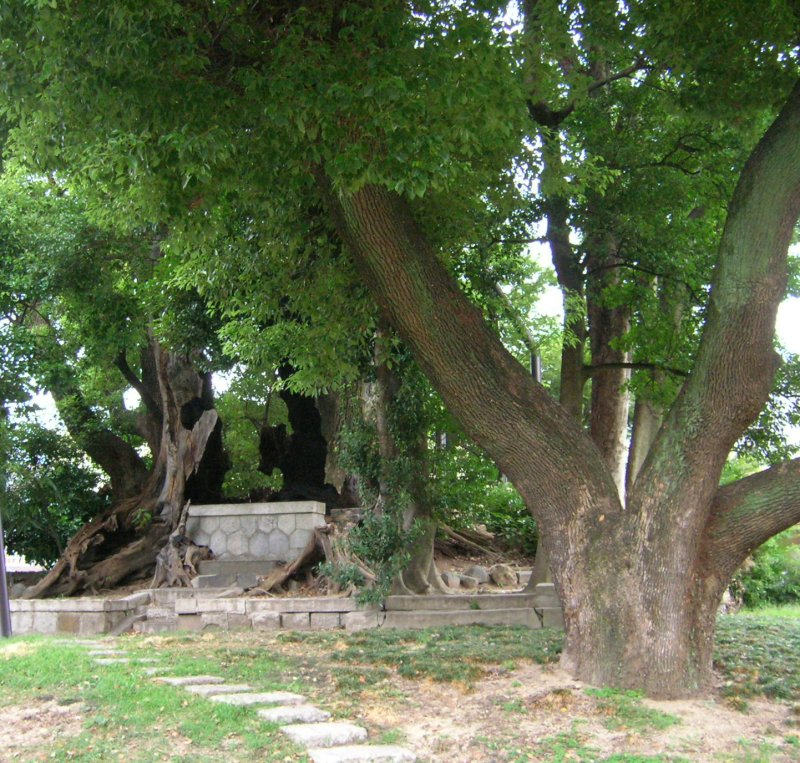
Boomheiligdom in Japan
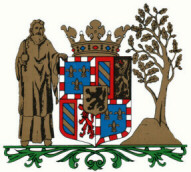
Wapen van Bergeijk
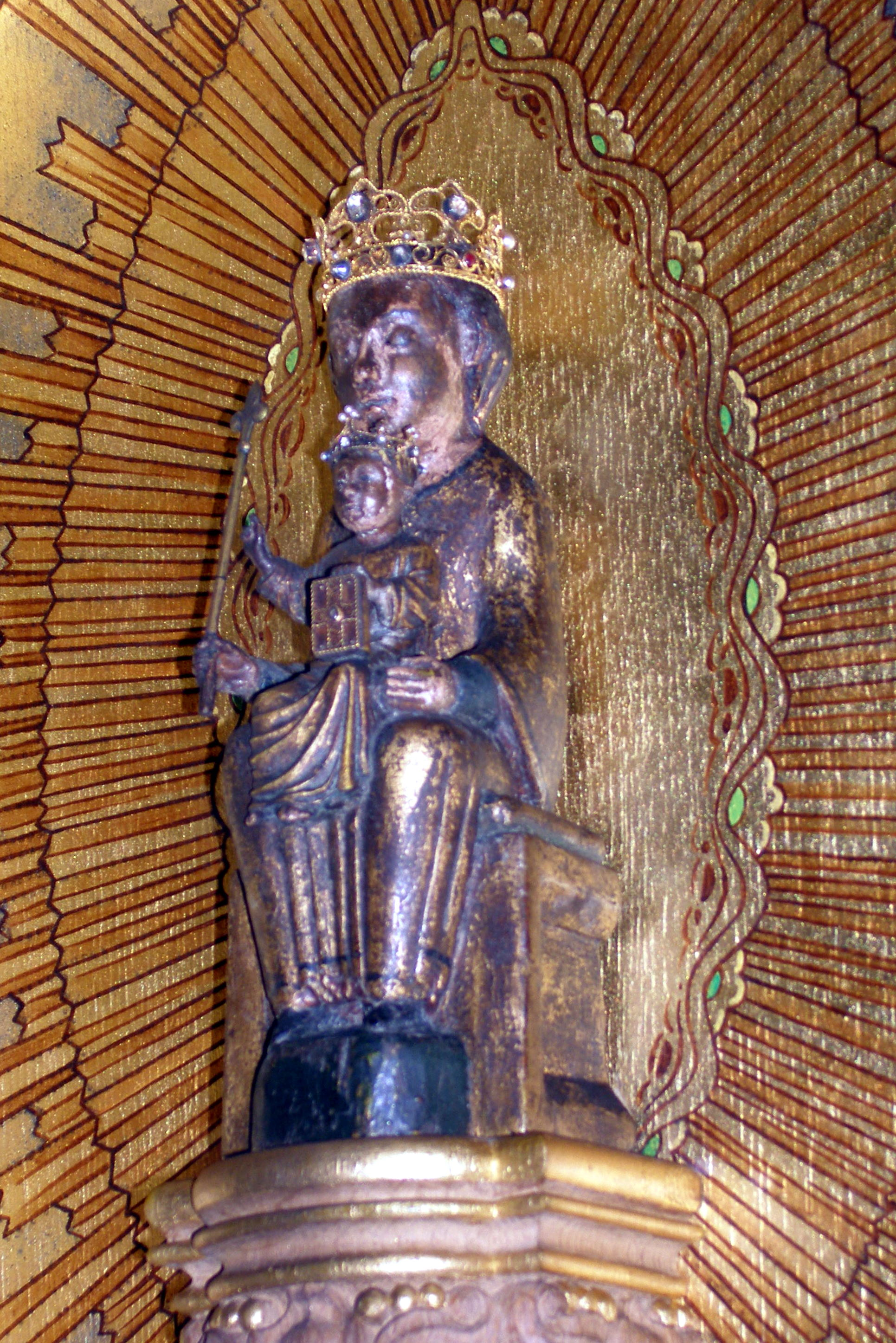
Onze Lieve Vrouw van Eiteren
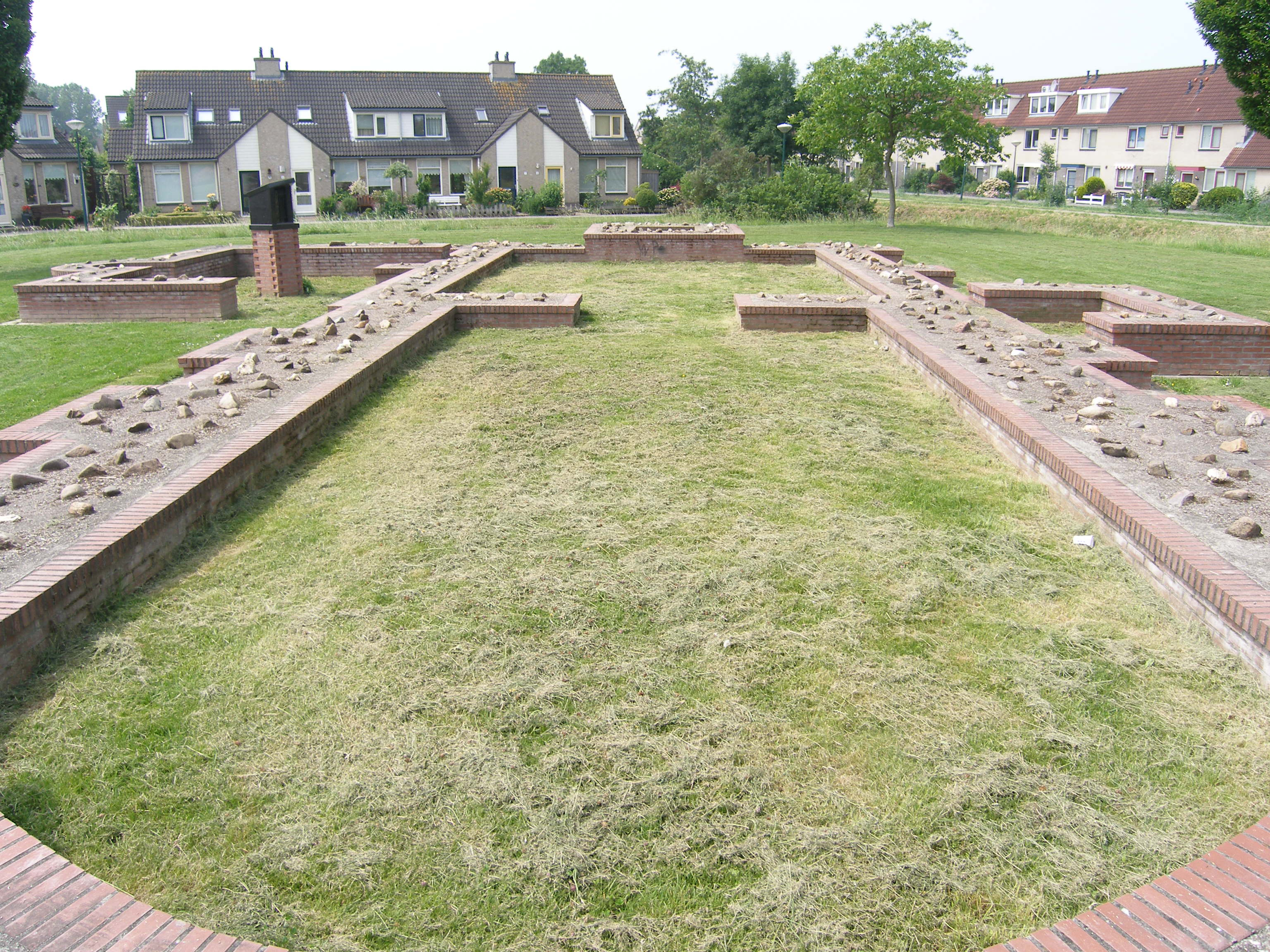
Een kopie van Onze Lieve Vrouw van Eiteren (in zwart object) bij de reconstructie van de kapel
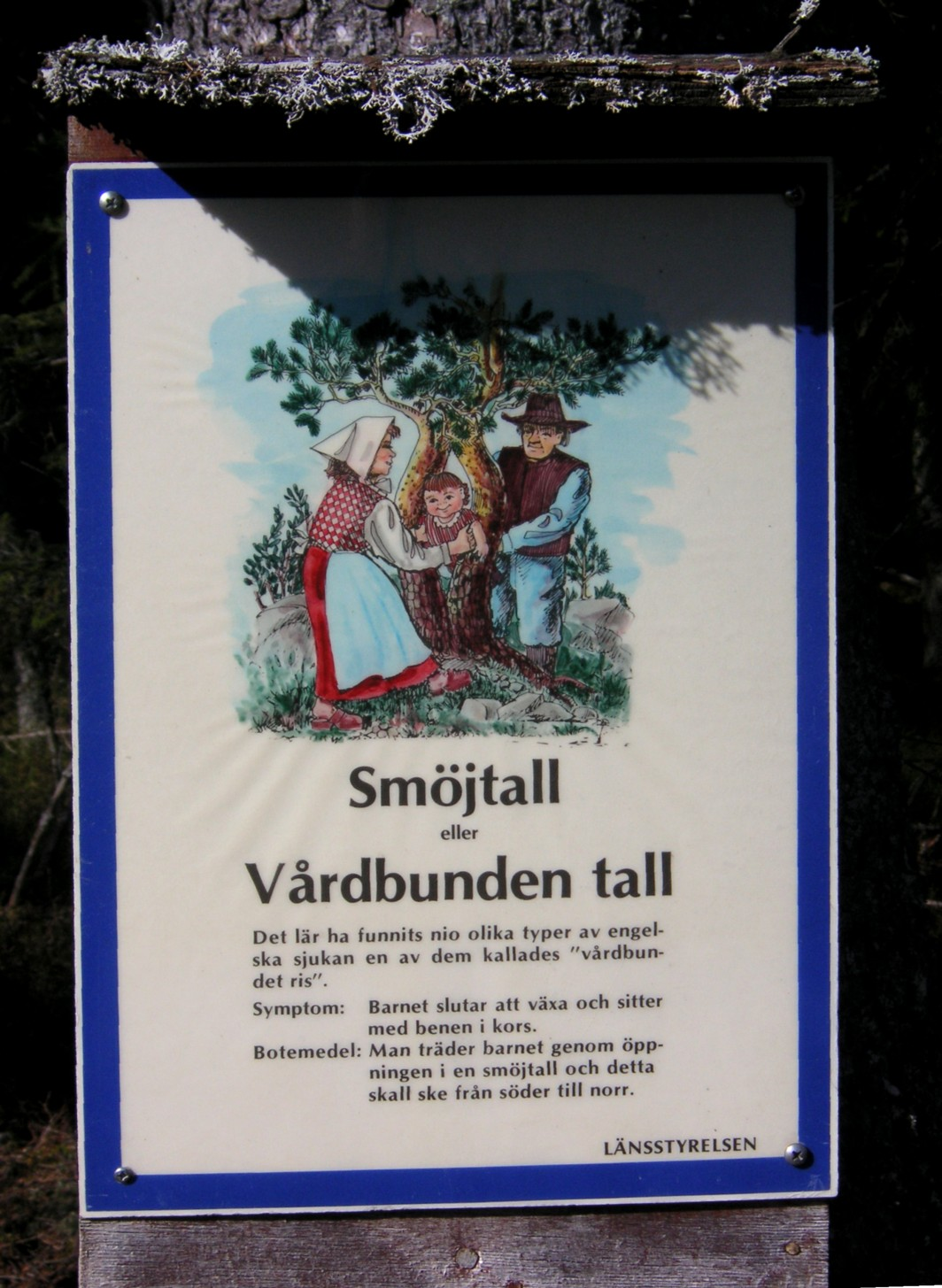
Kinderboom
Wapen Scherpenheuvel-Zichem
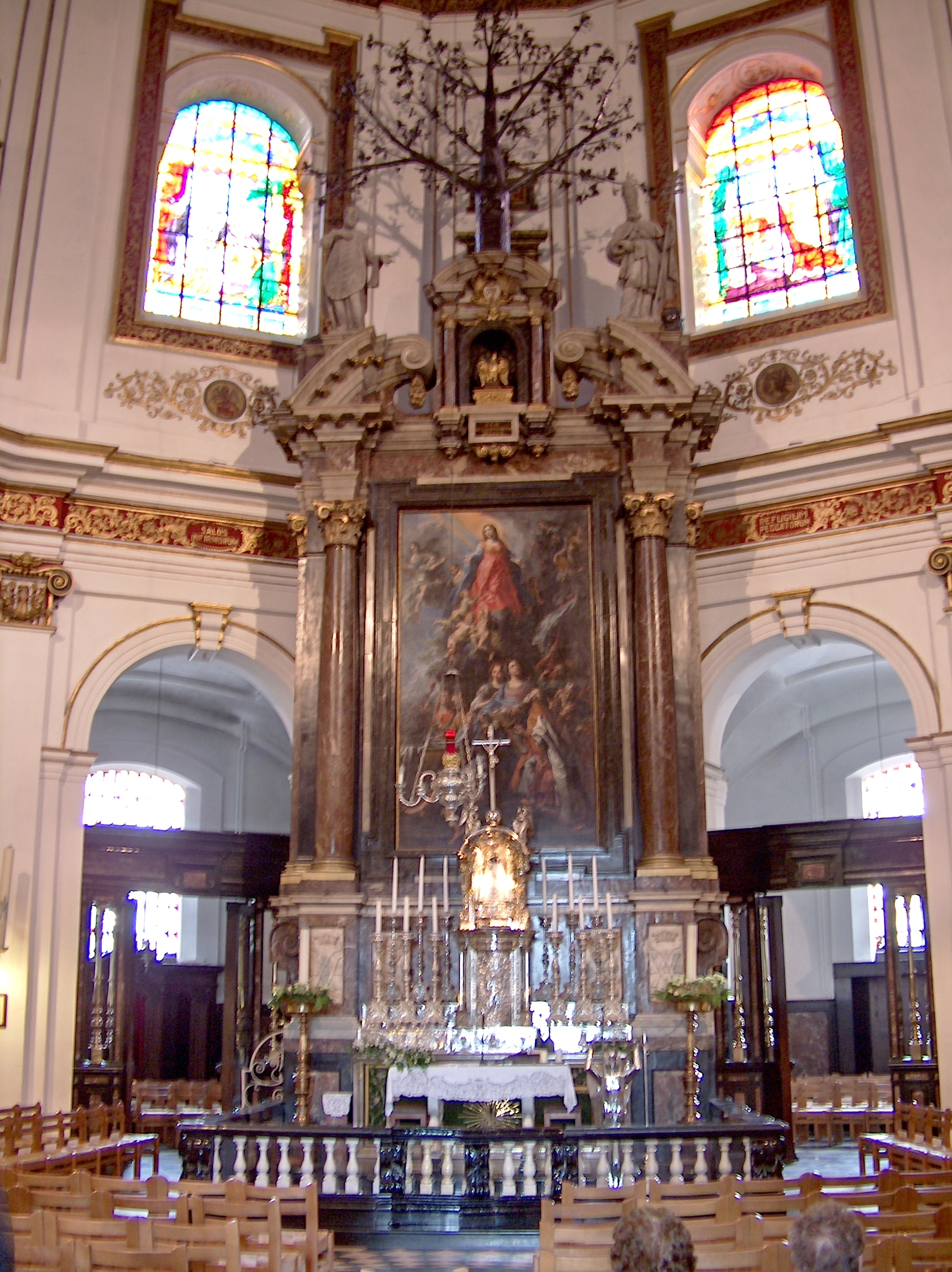
Interieur basiliek van Scherpenheuvel
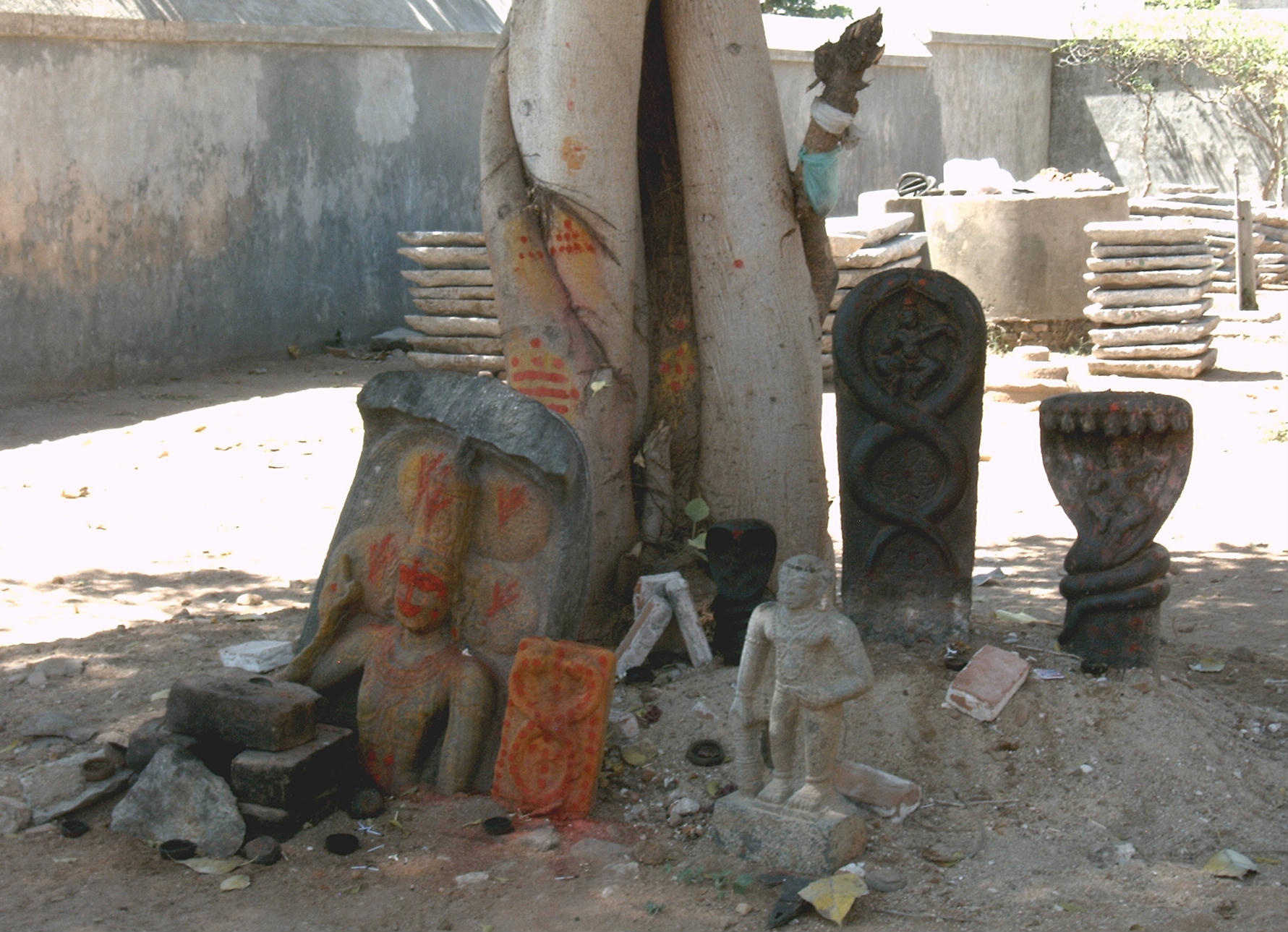
Boomheiligdom voor Naga (een slang) in Halebid
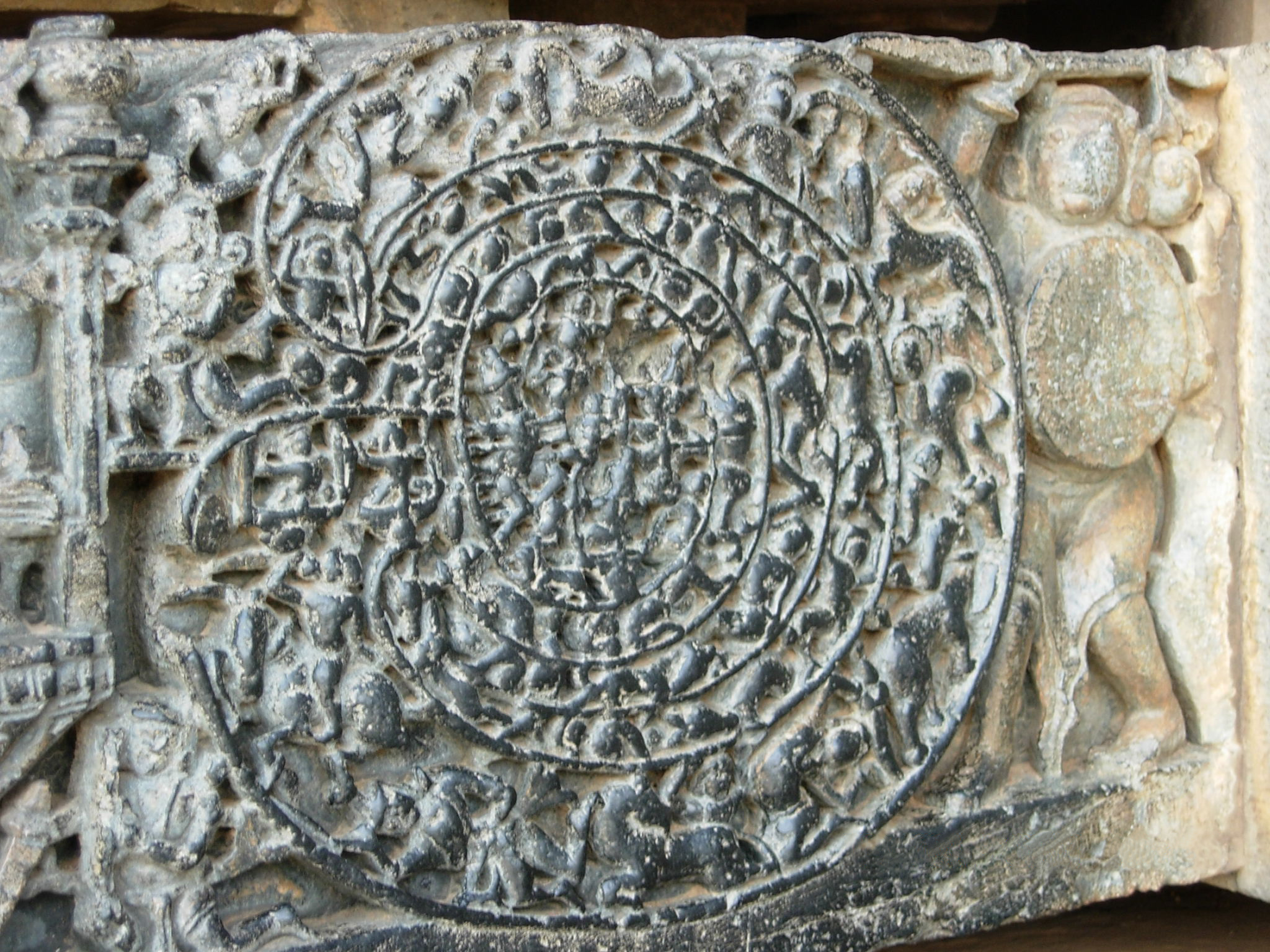
Afbeelding bij Halebid, Abhimanyu gaat de chakra-vyuha (labyrint) binnen
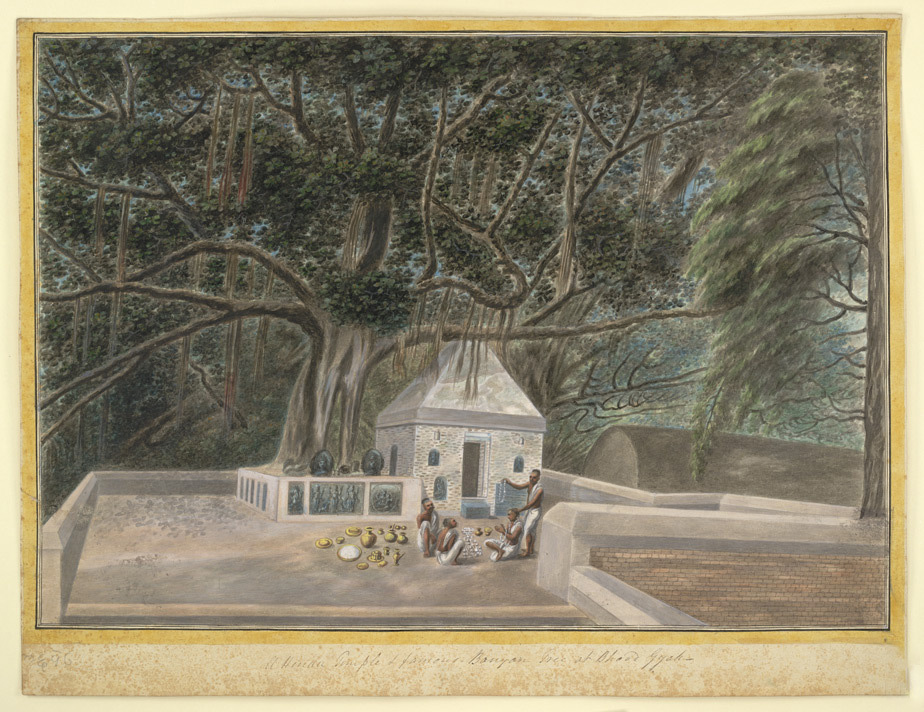
Kleine tempel bij Bodhi boom
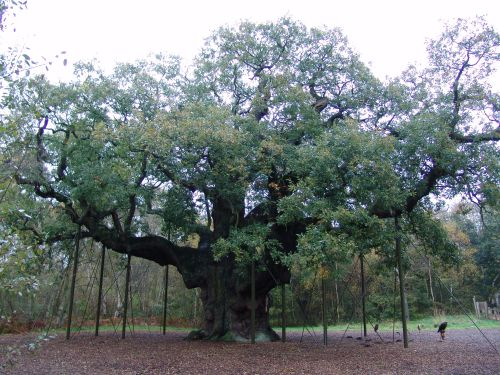
De Major Oak van Sherwood Forest
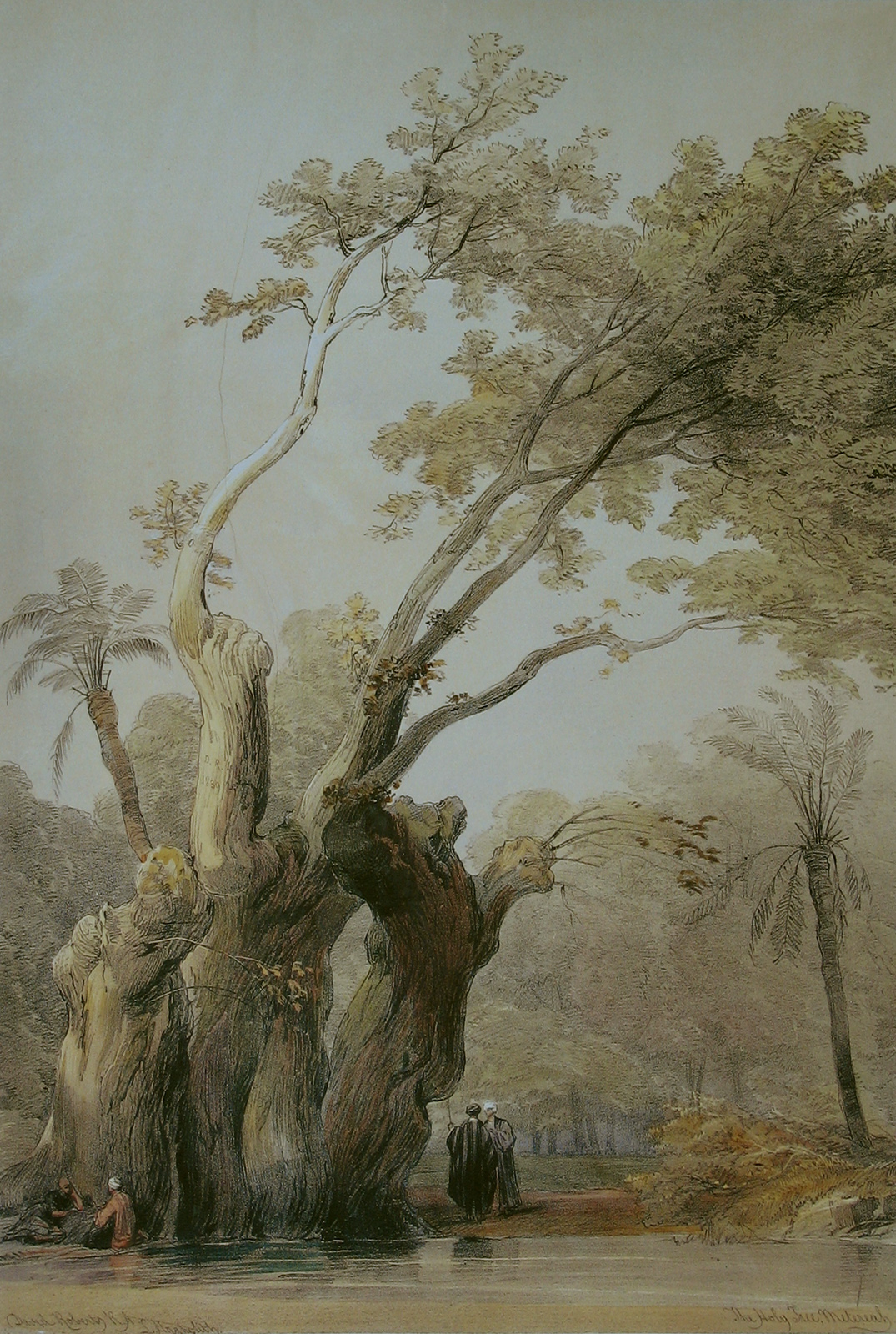
Heilige boom van Metereah, 1838
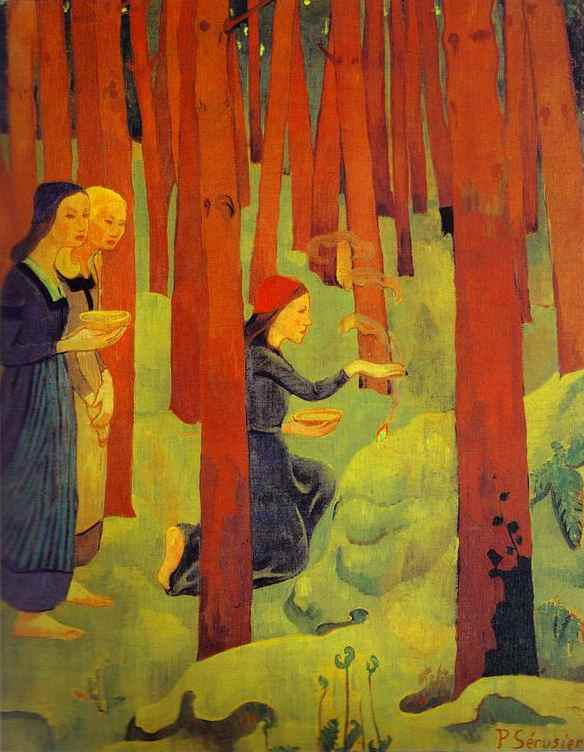
L'Incantation ou Le Bois Sacré" door Paul Sérusier
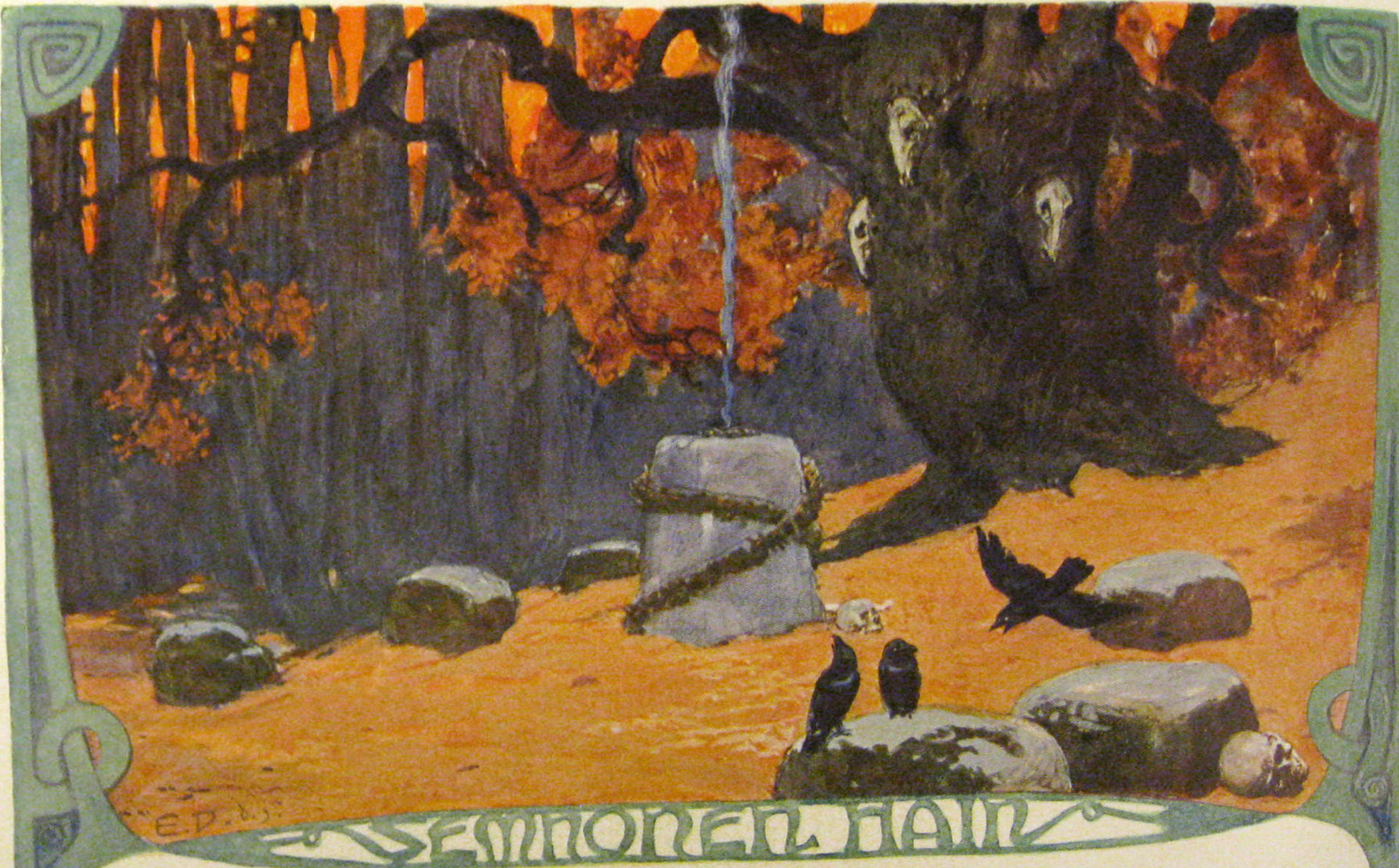
Heiligdom van de Semnonen

## Goden en mythologie
De Noordse kosmogonie had een heilige boom, de wereldboom Yggdrasil, die echter niet op een aanwijsbare plaats staat. In de Germaanse mythologie is de Irminsul bekend. In de Kanaän was Asherah de levensboom, ze wordt ook in de bijbel genoemd. Het christendom kent de boom van kennis van goed en kwaad en de boom des levens. De bantoe-mythologie kent een levensboom die de godin van vruchtbaarheid achtervolgt. In India is de Aśvattha-boom geworteld in de hoogste hemel en reikt omlaag door de ruimte met zijn takken door de bestaande werelden.

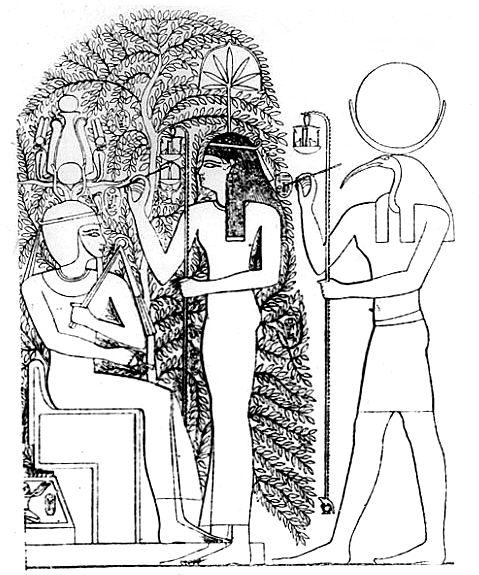
De heilige boom van Heliopolis mit Thot und Sesjat, die de naam van de koning op de bladeren schrijven

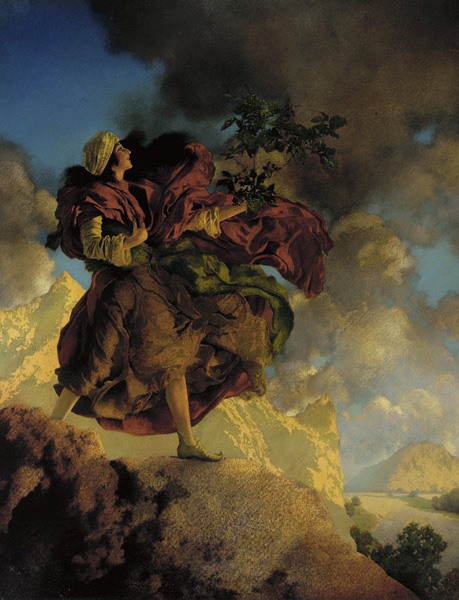
Prinses Parizade brengt de zingende boom thuis, uit de vertellingen van Duizend-en-één-nacht

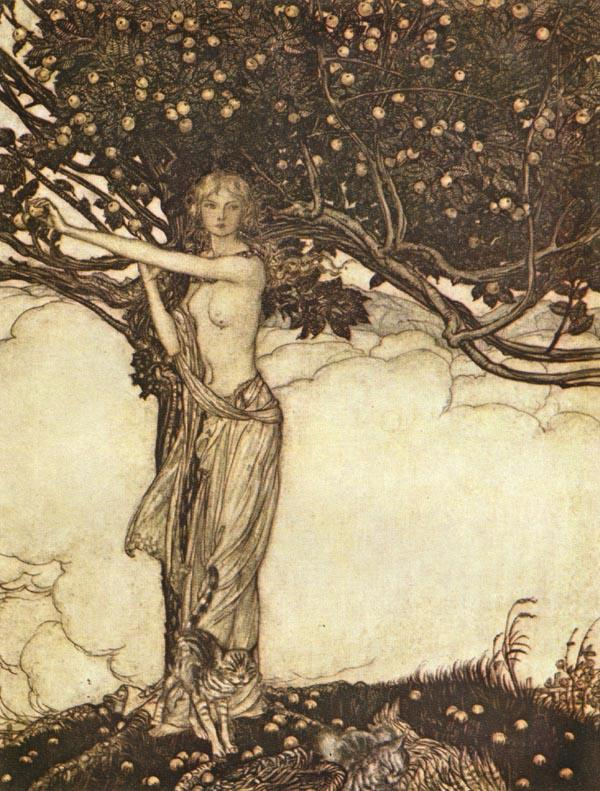
Freya en de appelboom

Beer en appelboom, Alpes-de-Haute-Provence

Vele goden en mythologische wezens worden in verband gebracht met een (bepaalde soort) boom.
- Appelboom
  - Adam en Eva
  - Freya
  - Hesperiden (de Gouden appels van de Hesperiden)
  - Iðunn (de appels der jeugd)
  - Sneeuwwitje (en haar stiefmoeder)
  - Pomoda
- Berk
  - Brigit
- Bodhiboom
  - Boeddha
- Eik
  - Donar (West-Germaanse mythologie)
  - Hamadryaden
  - Wodan (Germaanse mythologie)
  - Zeus (Griekse mythologie)
- Linde
  - Philyra
- Es
  - Meliae
- Laurier
  - Apollon (Phoibos Apollon na reiniging met laurier) (Griekse mythologie)
  - Daphne, haar naam betekent laurier
- Lindeboom
  - Freya
- Vlier
  - Vrouw Holle
- Olijfboom
  - Artemis (mythologie)
  - Pallas Athena
- Wijnstok (druif)
  - Bacchus (Romeinse mythologie)
  - Dionysos (wijn)
- Wilde vijgenboom
  - Ašerah (Kanaänitische, Hebreeuwse, Fenicische mythologie)
  - Astarte (Kanaänitische mythologie)
  - Isjtar (Mesopotamische mythologie)
  - Kubaba
- Witte abeel
  - Dryope

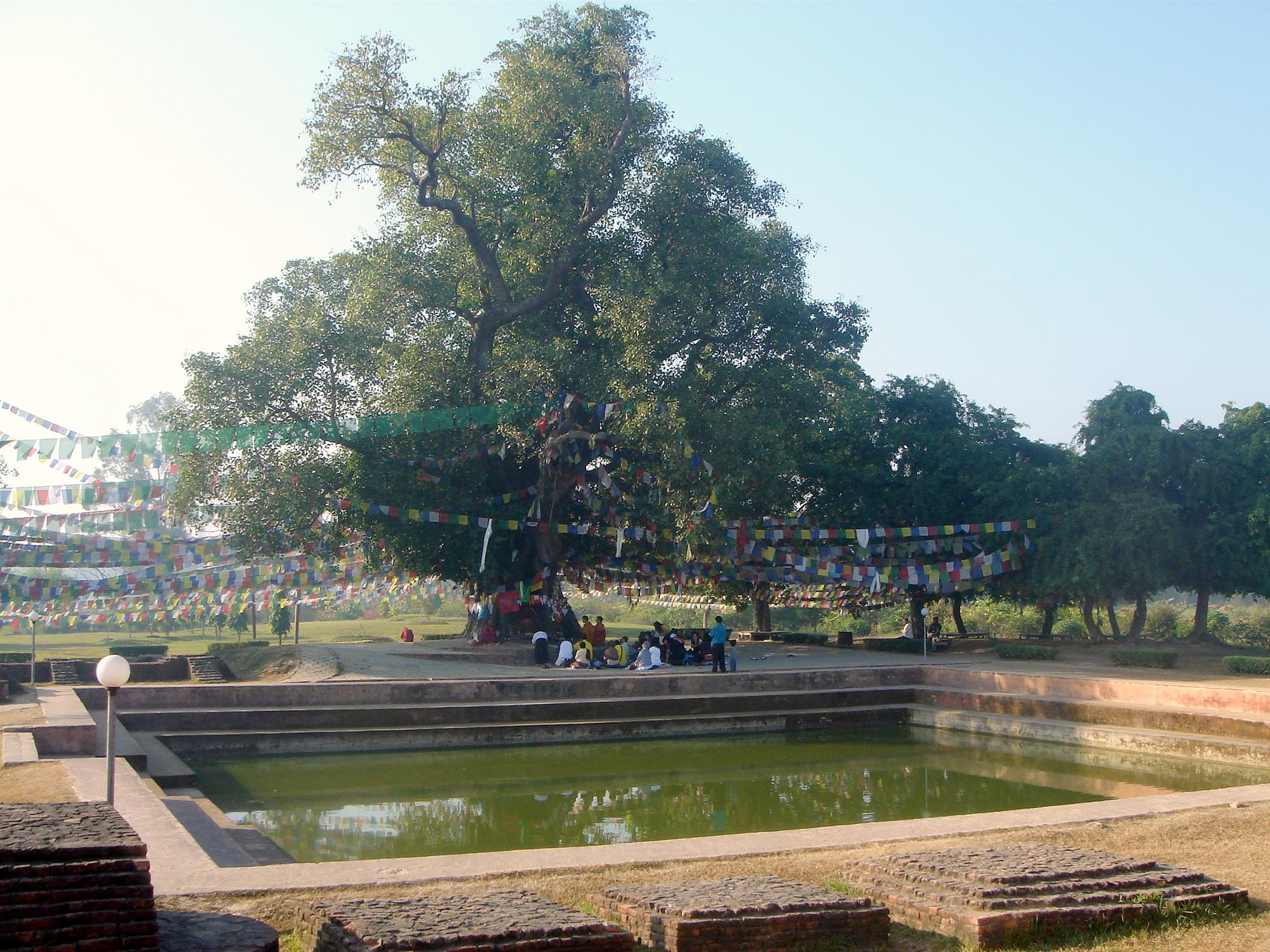
Mayadevi (Boeddha's moeder) nam een bad voordat ze beviel bij de Bodhiboom, Gautama Boeddha bereikte verlichting onder de boom
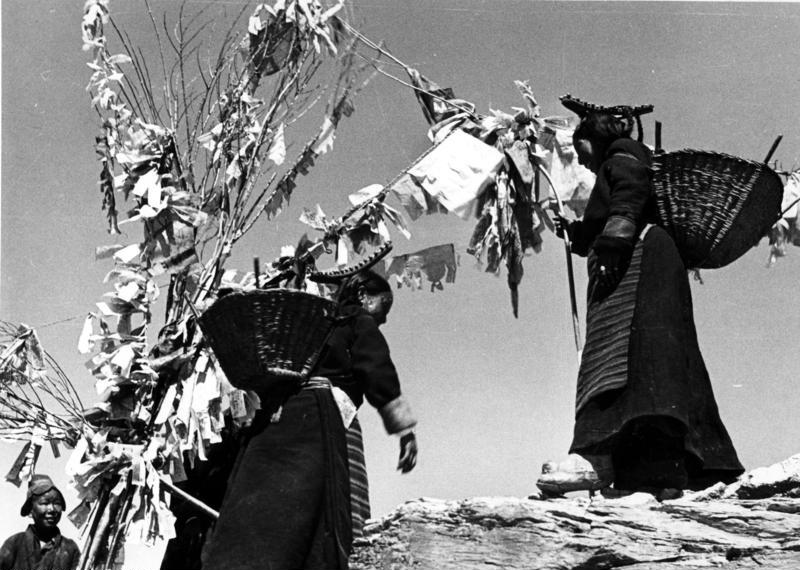
Vrouwen uit Tibet brengen een offer op de Medicijnberg
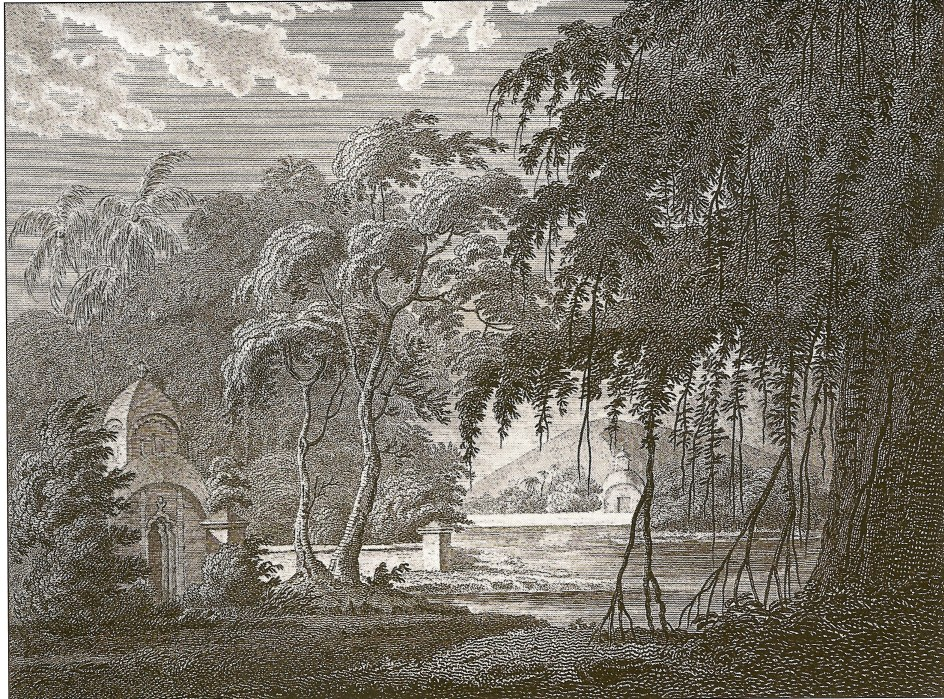
Hindoeïstisch boomheiligdom vlak bij Chandod, 1813

Enkele mythologische figuren worden in verband gebracht met vele soorten bomen.
- Alseïden, nimfen van kleine groepjes van bomen in het algemeen. Alseïde is afgeleid van het Griekse woord alsea dat "bosje" betekent.
- Auloniaden, beschermsters van kleine groepjes bomen en valleien.
- Bacchus, wijnstok en fruitbomen in het algemeen.
- Daphniaden, beschermsters van bomen (laurier, zwarte populier, wijnstok, hazelaar, kersenboom, moerbeiboom, iep of vijgenboom).
- Dryaden, boomnimfen
- Epimeliaden, beschermsters van de appelboom en fruitbomen in het algemeen.
- Kabouters leven soms in (holle) bomen.
- Napaea, dit zijn juist de beschermsters van de open plekken in het bos, en de gezelschapsdames van de godin Artemis.
- Pomoda, beschermster van de boomvruchten - pomonal betekent heilig bos - en later van de appels (Frans pomme)

## Trivia

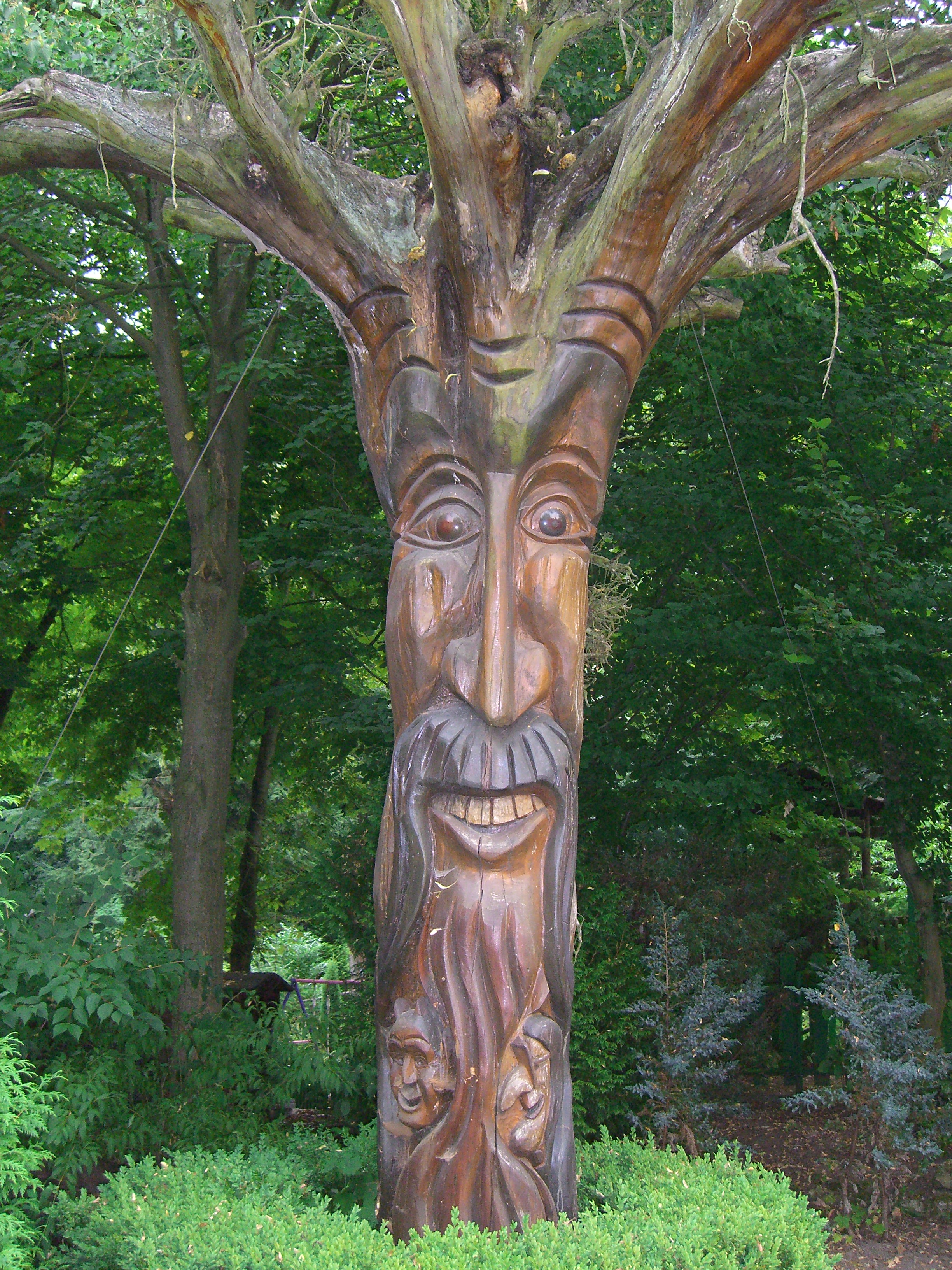
De grootste Würzelgnom ter wereld (met een vermelding in het Guinness Book of Records), veel overeenkomsten met een totempaal

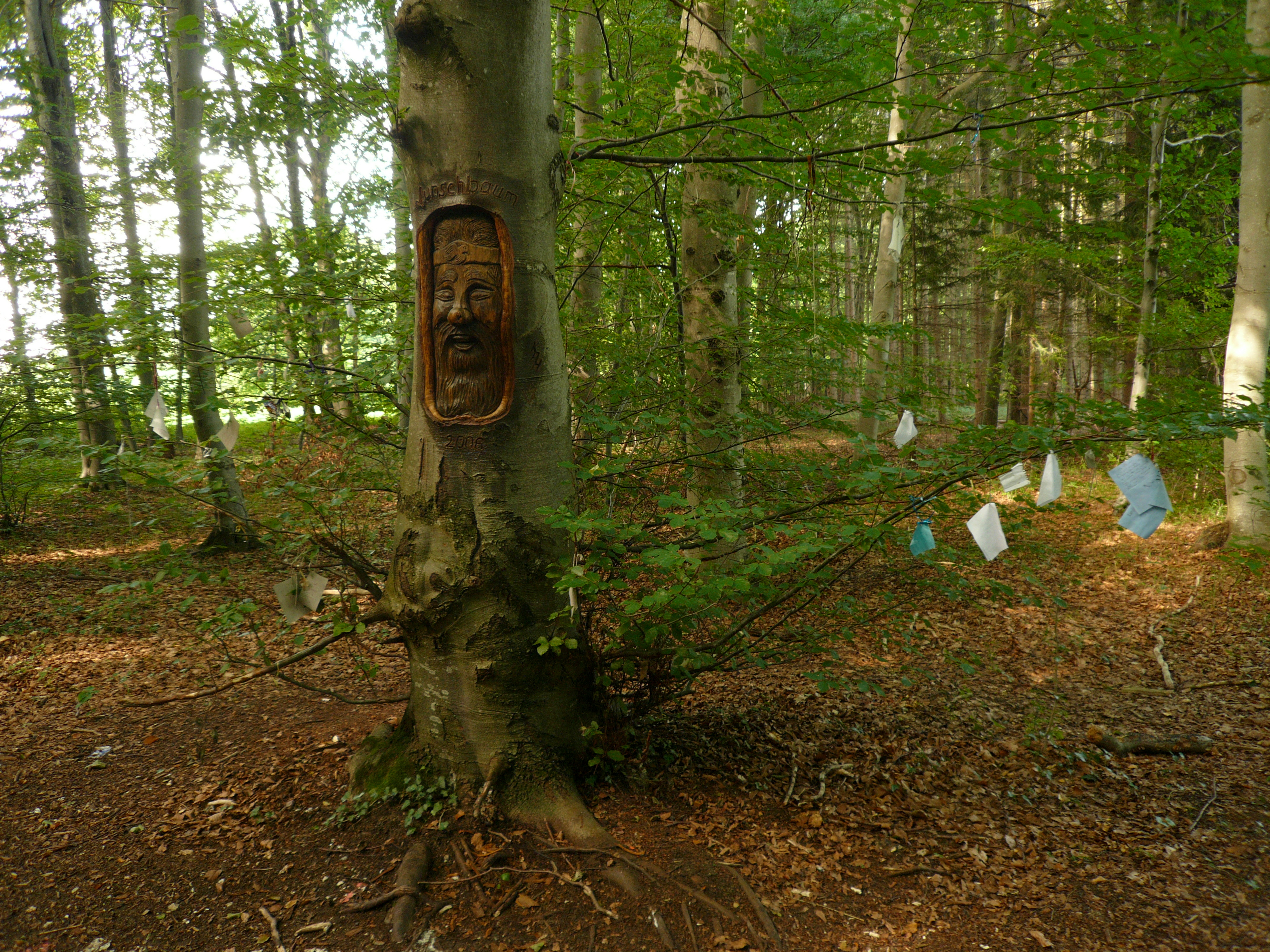
Wensboom bij Pfullingen

- De pelgrimsstaven van kluizenaar Gummarus van Lier en de heilige Rumoldus van Mechelen zouden in eiken zijn veranderd bij Lier
- In Laren staat de dikste eik van Nederland, de Dikke Boom. Het is een enorme boom, een volwassene kan in de holte komen (zie afbeeldingen).
- De Major Oak, een oude eik, in Sherwood Forest wordt gezien als het hoofdkwartier van Robin Hood (hij bracht het geld van de rijken naar de armen). De boom trekt vele belangstellenden en kan gezien worden als heiligdom.
- Er werden in het verleden huwelijken gesloten onder een lindeboom.
- Ook in sprookjes spelen bomen een belangrijke rol, het is soms de woonplaats van een mythologisch wezen zoals een kabouter of nimf. Ook spelen bomen andere symbolische rollen, bijvoorbeeld in De kikkerkoning en Van de wachtelboom (de jeneverbesboom).
- In het heilige bos van de Semnonen mocht men alleen geboeid naar binnen, als men viel moest men verder kruipen.
- De Terpentijnboom wordt in het Oude Testament als heilige boom omschreven.
- De meiboom was oorspronkelijk een berk.
- Het woord eik is verwant aan het Indische igja dat verering betekent.
- De namen van Gallische stammen laten boomverering zien: de Eburones waren de Taxusstam en de Lemovices waren het Volk van de Iep.
- In Ierse mythologie zijn alle bomen heilig, in het bijzonder de eik, taxus en hazelaar. Een heilige boom wordt in Ierland bile genoemd. Een boomgroep noemt men in Ierland fidnemed en in Gallië en Bretagne nemeton[3].
- Het woord 'druïde' is verwant met het Keltische woord voor 'eik', zo was de verzamelplaats van de Galaten bekend als Drunemeton ("eikheiligdom"). Volgens Strabo ontmoetten de Galaten elkaar elk jaar in Drunemeton om belangrijke religieuze en politieke zaken te bespreken[4].
- Eiken waren de Germanen heilig en in het Derde Rijk werd een Germaans ritueel herhaald waarbij een eikenkrans op de zomerzonnewende in een vuur werd verbrand. Daarbij werd de "Rütlischwur" uitgesproken[5]. Zie ook eikenloof.

## Zie ook

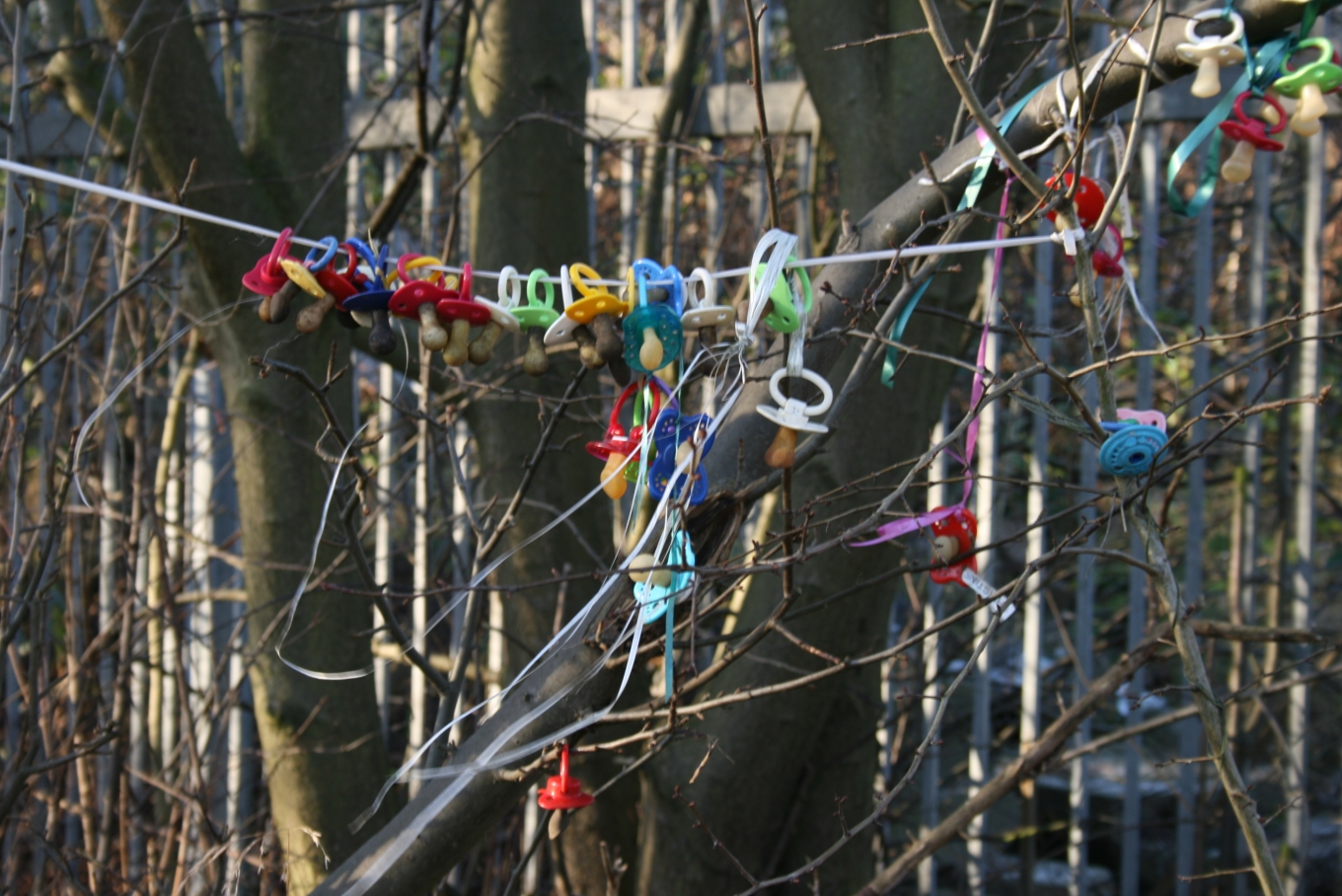
Bij deze votiefboom worden spenen achtergelaten als ze niet meer nodig zijn, Denemarken

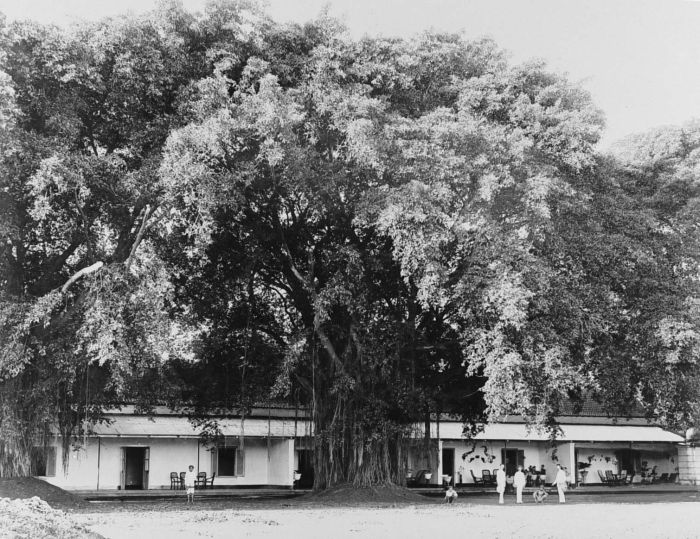
Op Java kwamen nogal wat bossen voor die voor de inheemse bevolking een bijzondere betekenis hadden. Dat soort 'heilige' bossen mocht men niet betreden of men mocht er in elk geval niets hakken of plukken. Ook kleinere boomgroepen of individuele bomen konden als 'heilig' beschouwd worden. Dat betekende op z'n minst dat ze niet omgekapt werden, al kwam het ook voor dat daar woonachtige Europeanen zich aan zulk 'bijgeloof' niet wensten te storen. De waringin, die ook elders in Indië een speciale status heeft - hij wordt door velen als een verblijfplaats van geesten beschouwd - is een goed voorbeeld van zo'n bijzondere boom. Op de foto (1900-1920) een waringin voor woonhuis in Soemberkareng, Wereldmuseum Amsterdam